# 零式艦上戦闘機
A6M 零式艦上戦闘機
零式艦上戦闘機
- 用途：戦闘機
- 分類：艦上戦闘機
- 設計者：堀越二郎・曾根嘉年ら
- 製造者：  - 三菱重工業（開発）
  -  中島飛行機（ライセンス生産）
- 運用者：  -  大日本帝国海軍
  -   インドネシア空軍
- 初飛行：1939年4月（昭和14年4月）
- 生産数：10,430機
- 運用開始：1940年7月（昭和15年7月）
- 退役：1945年8月（昭和20年8月）
- 運用状況：退役済

零式艦上戦闘機（れいしきかんじょうせんとうき）は、第二次世界大戦期における大日本帝国海軍の艦上戦闘機。略称は零戦（ぜろせん/れいせん）。試作名称は十二試艦上戦闘機（略称は十二試艦戦）。

## 概要

零式艦上戦闘機二一型 (A6M2b) 三面図

零式艦上戦闘機は、1936年に大日本帝国海軍に制式採用された九六式艦上戦闘機の後継機として開発され、日中戦争から太平洋戦争にかけて戦場で活躍した。
最大約3,300キロメートルの長大な航続距離（増槽タンク装備時・巡航のみ）、翼内に対爆撃機用の20ミリ固定機銃2門、機首部分に7.7ミリ固定機関銃2門を装備した重武装、格闘戦を重視した優れた運動性能、そして空力的洗練と防弾装備をなくし軽量化を徹底追求した機体設計は1000馬力級の「栄」エンジンの性能を極限まで引き出すに至り、一躍世界の戦闘機の頂点に立った。
大戦中期以降は、アメリカ陸海軍の対零戦戦法の確立、F4UコルセアやF6Fヘルキャットなど新鋭戦闘機の投入で劣勢となったが、後継機である十七試艦上戦闘機「烈風」の開発が大幅に遅れたことにより、終戦まで日本海軍航空隊の主力戦闘機だった。
大戦末期には、戦闘爆撃機や特攻機としても改造され使用された。
開発元は三菱重工業（以下「三菱」）。三菱に加え中島飛行機でもライセンス生産が行われており、総生産数の6割以上は中島製である。生産数は日本の戦闘機では最多の1万機以上。

## 名称
当時の日本の軍用機の名称には採用年次の「皇紀」の下2桁を冠する規定があり、零戦が制式採用された1940年（昭和15年）は神武天皇即位紀元（略称・皇紀）2600年にあたるので、その下2桁の「00」から「零式」とされた。
「零戦」と略され「れいせん」「ぜろせん」と呼ばれる。このうち「ぜろせん」と読むことについて「戦時中、英語は敵性語として使用を制限されていたから『ぜろせん』と読むのは誤り」「“ゼロファイター”の和訳が戦後に一般化した」と言われることがあるが、太平洋戦争中の1944年11月23日付の朝日新聞で初めて零戦の存在が公開された際には「荒鷲などからは零戦（ゼロセン）と呼び親しまれ」とルビ付きで紹介されていることから、「ぜろせん」が誤りというわけではない。
1940年当初の名称は「零式○号艦上戦闘機○型」とされ、発動機の換装を一号、二号、機体の改修を一型、二型と表していた。しかし、1942年4月に最初の桁が機体の改修回数、次の桁が発動機の換装回数を示すように変更されたので表記が逆転し、既存の一号一型/一号二型はそれぞれ零式艦上戦闘機一一型/二一型と改称された。各桁の数字は異なる意味をもつ符号であって、2桁の数値ではないので、（「じゅういちがた」/「にじゅういちがた」という読み方ではなく）各桁を独立して読んで「いちいちがた」/「にいいちがた」と呼ぶ。1943年1月に、二号零戦/二号零戦改と仮称されていた新型零戦は三二型/二二型と命名された。
同年8月に、武装などの種別を示す甲・乙・丙を付与する規定が追加された。
同8月に、二二型改と呼ばれていた主翼の翼端を丸型に切り落とした新型零戦は五二型と命名された。
三菱における符号は、零式艦上戦闘機◯型をA6M◯と表記し、例えば、一一型/ 二一型ならA6M1/ A6M2(a)と表記され、五二型ならA6M5などと表記された。また、最後に付く文字（アルファベット）は、その機体の武装や発動機（エンジン）が変更されたりしたことを表している。
連合軍が零戦に付けたコードネームはZeke（ジーク）だが、パイロットからは直訳調のZero Fighter（ゼロファイター）やZero（ゼロ）と呼ばれた。ただし、三二型は出現当初、それまでの二一型とは異なって翼端が角張っていたためか別機種と判断され、Hamp（当初はHap）というコードネームが付けられた。

## 特徴

### 構造
零戦は、速力、上昇力、航続力の各数値を優れたものとするために、軽量化を徹底している。同時期の艦上戦闘機であるF4Fワイルドキャットが構造で機体強度を確保していたのに対し、零戦はより強度の高い素材を使用して部材の肉を抜き重量を削減した。軽量化は骨格にとどまらず、ボルトやねじなどに至るまで徹底したという。
しかし、これら軽量化策は想定外の強度低下を招き、初期の飛行試験では設計上耐えられるはずの条件下での機体の破壊を招いた。1940年3月、十二試艦戦2号機が昇降舵マスバランスの疲労脱落によるフラッタにより空中分解しテストパイロットの奥山益美が殉職、さらに1941年4月、二一型135号機と140号機がバランスタブ追加の改修をした補助翼と主翼ねじれによる複合フラッタにより、急降下中に空中分解して下川万兵衛大尉が殉職、開戦直前まで主翼の構造強化や外板増厚などの大掛かりな改修が行われている。設計主務者の堀越技師は、設計上高い急降下性能があるはずの零戦にこのような事態が発生した原因として、設計の根拠となる理論の進歩が実機の進歩に追い付いていなかったと回想している。操縦席の横に補強した脚置き場を設置し、胴体フィレット下と胴体側面に引き込み式のハンドルとステップを取り付けている。そのステップと一部のハンドルは操縦席から手が届かず、離陸前に整備員が押し込む必要があった。
生産段階でも多数の肉抜き穴や、空気抵抗を減らす目的で製造工程が複雑な沈頭鋲を機体全面に使用するなど、生産工程が増える設計となっているが、少数精鋭の艦戦ということで工数の多さが許容されたからである。大戦中期以降は後継機の開発が遅れたため生産数を増やす必要に迫られたことで設計を変更し、工数を減らす努力が続けられたが、設計段階から生産効率を考慮したP-51マスタングと比較すると零戦の生産工数は3倍程度もあり、生産側の負担となった。
米軍が鹵獲した零戦二一型の機体調査に携わったチャンス・ヴォートのエンジニアから、V-143戦闘機と引き込み脚やカウリング・排気管回りなどが類似していると指摘されたため、零戦そのものがV143のコピー戦闘機であるという認識が、大戦中だけでなく現在でも一部海外で存在する。しかし、この説は開発開始時期の相違によって否定されている。降着装置が半引き込み式で、尾部の突起が少々長いが、外形、寸法、各種数値が似ているグロスター社のF.5/34をコピー元とする説もあるが、零戦の寸法は、翼面荷重や馬力荷重を九六式艦上戦闘機と同程度に収めるように決められた数値である。しかも、グロスターのF.5/34が前近代的な鋼管骨組み構造であるのに対し、零戦は九六式艦戦と同じ応力外皮（モノコック）構造なので、コピー説は否定されている。似ているのは、機体形状に関して冒険を避け、当時主流の設計にまとめられた結果である。
零戦には九六式艦戦同様、全面的な沈頭鋲の採用、徹底的な軽量化と空気力学的洗練、主翼翼端の捻り下げ、スプリット式フラップ、落下式増槽などがある。主翼と前部胴体の一体化構造は、陸軍の九七式戦闘機（中島製）に採用された技術で、フレーム重量を軽減するが、翼の損傷時の修理に手間取るという欠点がある。

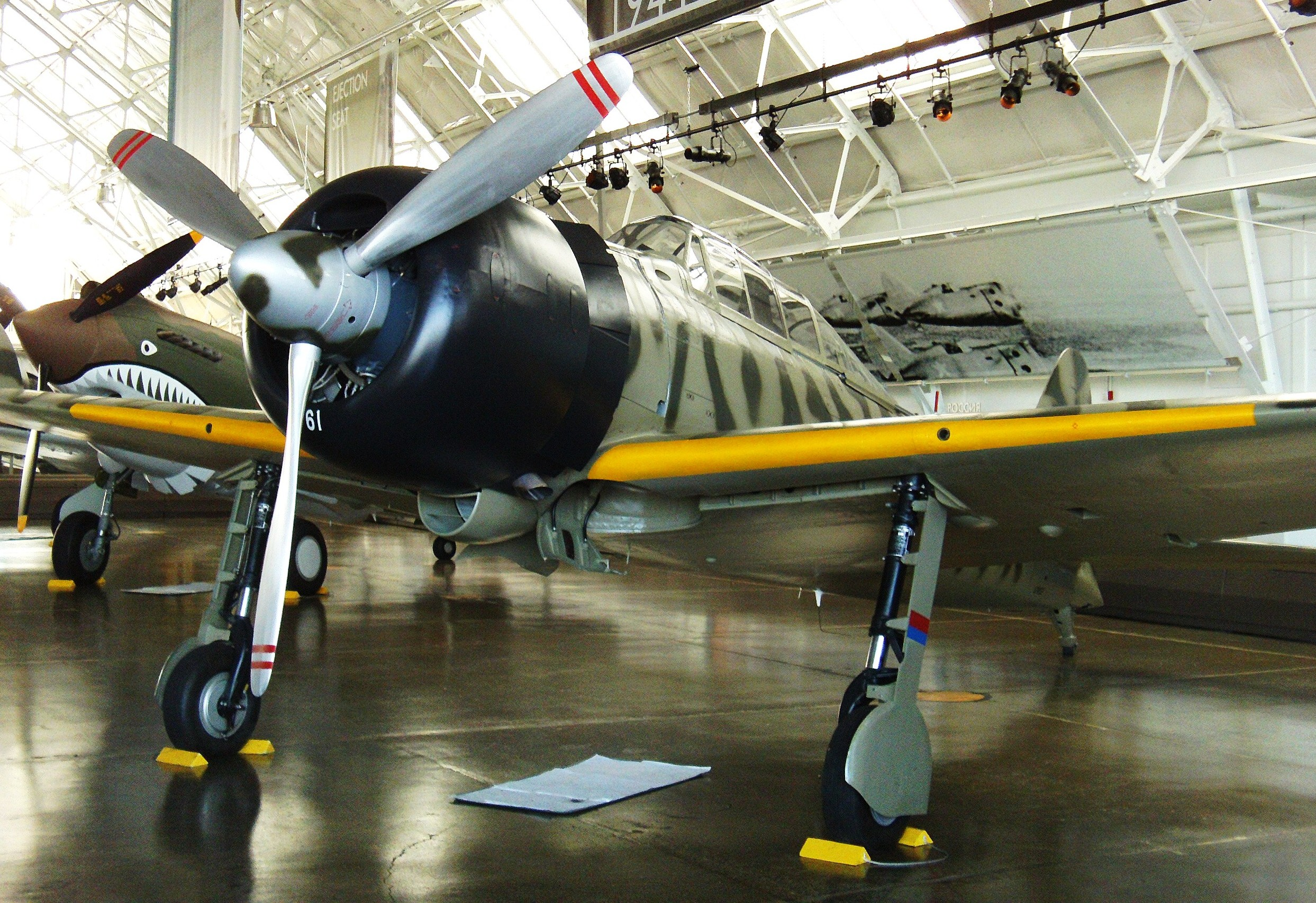
降着装置を下ろした状態。主翼の上に棒が飛び出している。

降着装置

零戦の降着装置は、油圧作動式の引込み脚であり、空気抵抗を削減するために主脚及び尾輪を機体内へ引き込む設計とした。引込み式の降着装置は日本の艦上機としては九七式艦上攻撃機に次いで2番目の採用となる。主脚は萱場製作所製のオレオ式緩衝装置を備えていた。主脚は主翼中程から胴体側へと内側に折りたたまれた。これは主翼の構造がやや複雑になる反面、強度や安定性に優れ安全性が高い。油圧が少なくて済むよう、主脚は左脚が引き込まれた後、右脚が引き込まれた。降着装置の作動状態は尾輪も含め操縦席左側の脚位置表示灯で確認できるとともに、主翼上面に棒が飛び出して主脚が出た事を知らせる機構も併用している。主脚カバーには、整備員が荷重状態がわかるように、青と赤のストライプが塗られていた。これを青・黄・赤の三色とするのは、実は戦後に零戦のプラモデルの塗装例によって広まった誤解である。胴体側の車輪カバーは、引き込んだ主脚が爪を押して閉める機械式ロックを採用した。トラブルで脚が出せないときは、応急脚出し引手（応急用手動ポンプ）で脚を下ろした。
主翼
二本桁構造で翼弦の30 %位置を左右一直線として前桁を通し、後桁は図面計測で63 %位置を通っている。超々ジュラルミンESD材は桁のみに使われ約30 kgの重量軽減になると計算された。翼型は九六艦戦、九六陸攻、九七司偵等で実績がある三菱B-9翼型の肉付けとNACA23012系の矢高線を組み合わせた「三菱118番翼型」を採用。翼面荷重は海軍が要求する旋回性能、離着艦性能に応えるため当時の世界的趨勢より思いきって低くし試作機段階で105 kg/m2以下を狙った。
中央翼弦長、中央翼厚は主脚引込、燃料タンク、翼内砲の必要容積から定まったが、翼厚の%について設計主務の堀越技師は書き残していない。翼型断面図の寸法から計算すると、1番リブ位置で約14.26 %、12番リブ位置で約14.21 %となる。1番/12番リブは共に取付角2度で、2.5度の捩り下げはその外側から始まりサインカーブ状、なだらかに捩られている。21番リブ位置で約11.11 %、取付角0度、26番リブ位置で約9.01 %、取付角−0.5度である（翼厚については付根14.4 %、翼内砲取付部15 %、翼端9 %とする資料もある）。
最大矢高は翼弦の2 %、外翼で徐々に増して翼端で3 %。上面図で見る翼端は丸く見えるが円弧ではなく放物線である。
超々ジュラルミン
住友金属工業が開発した新合金である超々ジュラルミンを主翼主桁に使用した。後に米国でも同様の合金が実用化されている。日本・英語圏ともESDと呼ばれるが、日本では「超々ジュラルミン」の英訳である「Extra Super Duralumin」の略であるのに対し、英語圏では「E合金」と「Sander合金」をベースに作られた「Duralumin」という意味の略号である。ちなみに現在のJIS規格では、7000番台のアルミ合金に相当する。
剛性低下式操縦索
人力の操舵では操縦装置を操作した分だけ舵面が傾くが、高速飛行時と低速時では同一の舵角でも舵の利きが異なるため、操縦者は速度に合わせて操作量を変更しなければならない。そこで零戦では操縦索を伸び易いものにして、もし高速飛行時に操縦桿を大きく動かした場合でも、気流の抵抗で動きにくくなっている舵面との間で操縦索が引き伸ばされることで舵角が付き過ぎないよう補正されるようにしている。この仕組みは昇降舵につながる操縦索だけに用いられた。
従来は、主任設計者である堀越二郎の記述により、剛性低下操縦方式の採用は零戦からだと思われていた。しかし近年、曽根嘉年が残した資料によって、剛性低下操縦方式はすでに九六式艦上戦闘機二号二型から導入されていたこと、この発想の原点は本庄季郎が設計をとりまとめた九六式陸上攻撃機の先行試作機である八試特殊偵察機だったことなどが明らかになっている。
光像式照準器（九八式射爆照準器、俗称OPL）
海軍では大戦間期の1932年にルヴァロワ光学精機社製照準器を試験的に輸入して以来、慣例的にOPLと呼称していた光像式照準器を日本の戦闘機で初採用した。従来の照準器は「眼鏡式」と呼ばれ、照準用望遠鏡が前面風防から突き出ていたので空気抵抗が増し、搭乗員はスコープを覗き込む際に窮屈な姿勢となって視界も制限された。これに対し光像式照準器（ハーフミラーに遠方に焦点を合わせた十字を投影する）はキャノピー内に配置されるので、空気抵抗を低減できるうえに照準操作もしやすく、望遠鏡式とは異なって照準器を覗き込まないので、視界が狭くなることもない。九八式照準器は輸入したハインケルHe 112に装備されていたレヴィ2b光像式照準器をコピーしたものであるが、大戦後半には、輸入したユンカースJu 88に装備されていたレヴィ12C光像式照準器をコピーした四式射爆照準器に更新されている。一方、大戦末期のアメリカ機は照準器内に加速度を検出するジャイロを持ち、偏差角がある射撃さえ自動補正して表示することが可能なK-14型照準器を装備していた。
発動機

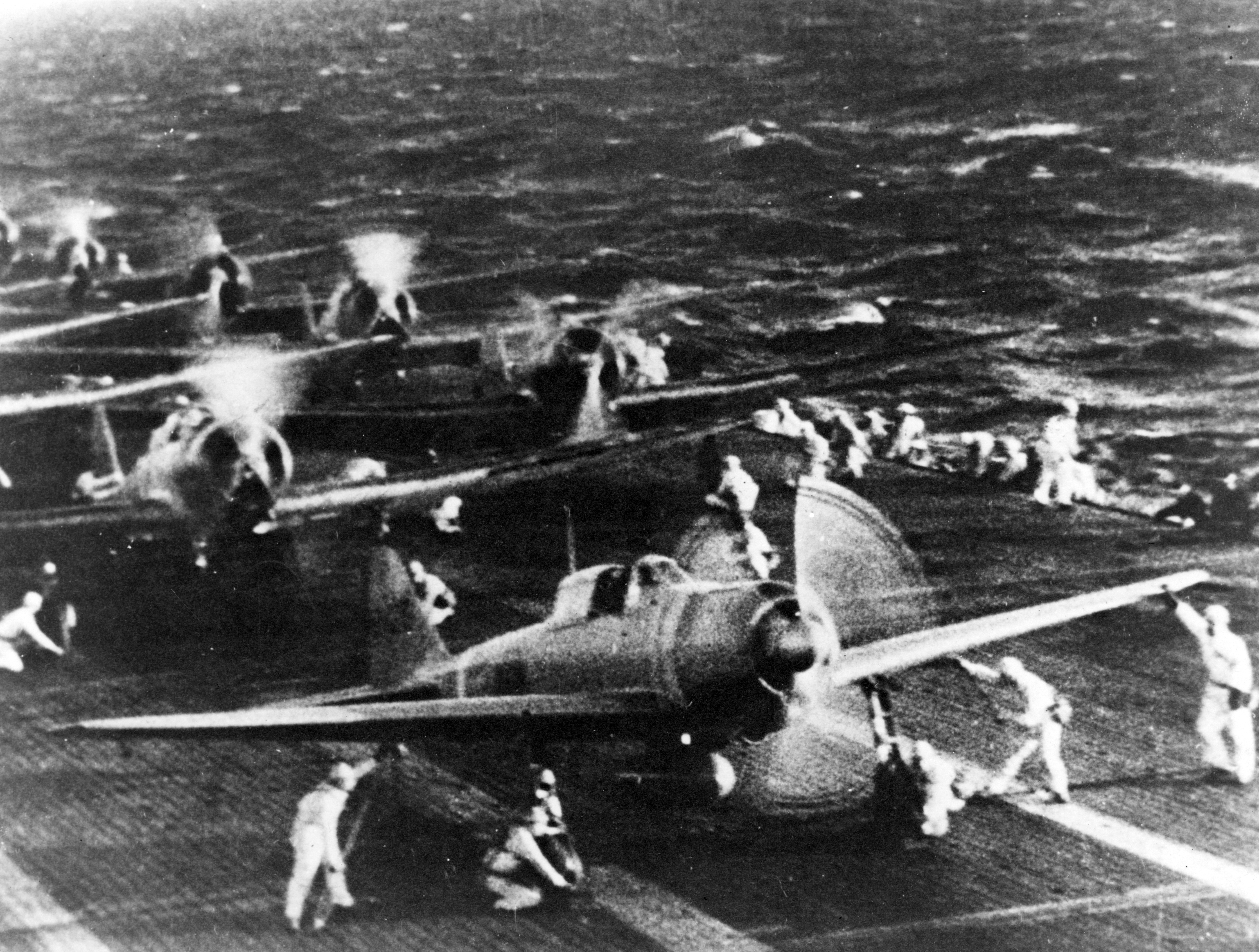
翔鶴から発進準備中の零戦二一型 (A6M2b)

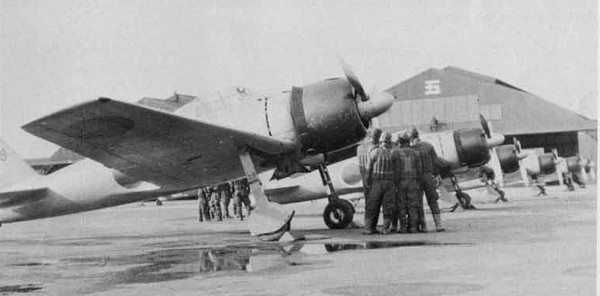
大分航空隊の零戦三二型 (A6M3)

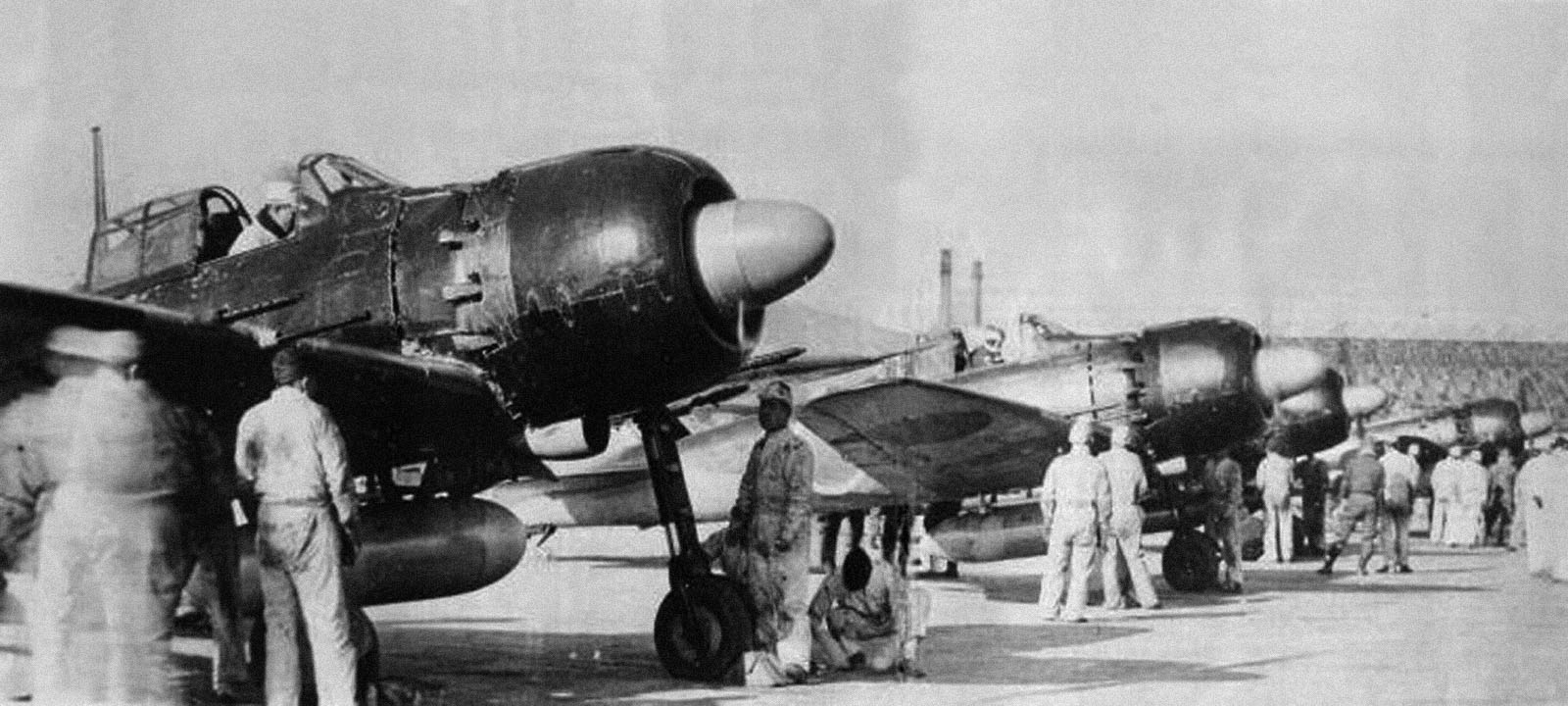
出撃準備中の零戦五二丙型 (A6M5c)

零戦五四丙/六四型を除き、制式採用時より中島飛行機製「栄」エンジンを搭載する。零戦の性能向上が不十分だった原因として、発動機換装による馬力向上の失敗がある。
雷電・紫電の穴埋めとして零戦の武装・防弾の強化及び高速化を図った五三丙型（A6M6c）の開発を開始、水メタノール噴射装置の追加によって出力向上を図った栄三一型（離昇1,300馬力を予定）の搭載が予定されており、武装・防弾を強化しても最高速度を580 km/h台までの向上が可能と試算されていた。栄三一型の開発は比較的順調に進み、五三丙型試作一号機を用いて実用審査が行われていた。しかし、1944年秋頃に多発した零戦のプロペラ飛散事故の原因が栄二一型の減速遊星歯車の強度不足であることが判明し、対策を必要とする零戦（五二型系列約300機）の改修に海軍の栄三一型審査担当者が追われ、栄三一型の審査は一時中断された。そしてこの時に始まったフィリピン戦に対応するため、審査未了で生産できない栄三一型の代わりに栄二一型が装備されることになったものの、審査と平行して生産されていた栄三一型用の調整は困難かつ実効がほとんど認められず、性能低下の一因ともなる水メタノール噴射装置は倉庫で埃を被ることになった。
一方で、同時期に陸軍の栄三一型審査担当者は審査完了しており、水メタノール噴射装置の可能性を実感した結果、これを改良した栄三二型（離昇1,300馬力）を搭載した一式戦闘機三型を1944年7月から量産開始した。この結果、大量生産された零戦五二丙型（A6M5c）は栄二一型（離昇1,130馬力）装備のまま武装・防弾だけを強化したので正規全備重量が3,000 kg近くに増加し、急降下性能の向上は見られたが、零戦の持ち味であった運動性能と上昇力がともに低下した機体が量産されるに至った。この混乱が治まった後に栄三一型の審査は再開されたものの、すでに審査終了が1945年の初頭になっていた。その後、零戦六二型（A6M7）には栄三一甲/乙型（離昇1,210馬力）、これと併行して零戦六三型（A6M7）には栄三一型（離昇1,300馬力を予定）を1945年2月から量産開始させたが、その大多数は水メタノール噴射装置を廃した栄三一甲/乙型を搭載した零戦六二型（A6M7）で、一部は保管され審査完了待ち状態だった栄三一型を零戦六三型（A6M7）に装備した。2機種を競合させて零戦六二型（A6M7）の生産を優先させた理由は、水メタノール噴射装置自体の重量が約100 kgと70 Lの水メタノールタンクで合わせて約170 kg以上の重量があったため、零戦の運動性能が損なわれると判断されたからである。水メタノール噴射装置の不具合とそれによって引き起こされる稼働率の低下も問題になったと考えられる。運動性能を重視して稼働率の高い零戦六二型（A6M7）か、速度性能を重視して稼働率の低い零戦六三型（A6M7）を競合させた結果、前者の方を量産するに至った。
零戦に栄より大馬力を期待できる金星を装備するという案は、十二試艦戦の装備発動機選定以降も繰り返し浮かび上がっている。まず、零戦二一型の性能向上型であるA6M3の装備発動機を検討する際に栄二一型と共に金星五〇型が候補として挙がったが、最終的には栄二一型を採用、次に1943年秋に中島飛行機での誉増産に伴って栄の減産が計画されたため、零戦にも金星六〇型への発動機換装が検討されたが、航続距離の低下とより高速重武装の雷電二一型（J2M3）の生産開始が近く、中止になっている。1945年、中島飛行機において誉のさらなる増産に伴い、中島での栄は生産中止となり、再び零戦の金星六二型への発動機換装が計画された。発動機換装型の零戦五四型（A6M8）は、艦上爆撃機彗星三三型のプロペラとプロペラスピナーを流用した間に合わせ的な機体だが、発動機換装により正規全備で3,100 kgを超える機体に零戦各型で最速となる572.3 km/hの速度と五二甲型（A6M5a）並みの上昇力となったが航続距離は大幅低下、局地戦闘機的な性格が強い機体となる。性能向上型としては成功したように思える五四型だが、試作一号機が1945年4月に完成する数か月前に、金星を生産する三菱の発動機工場がB-29の爆撃（名古屋大空襲）によって壊滅し、結局は試作機2機が完成したに過ぎず、零戦は最後まで栄を搭載せざるを得なかった。
開戦前の海軍は栄二一型に換装した性能向上型の零戦、後の零戦三二型に期待しており、三菱の他にライセンス生産を行う中島飛行機でも三二型の大量生産計画が立てられていた。しかし、三二型は出力向上と引き換えに燃費は悪化し、過給器を改良したぶん寸法が大型化したエンジンのためエンジン後方にあった胴体内燃料タンクの容量を減じなければならず、折しも実戦配備時期が長大な距離を飛行したあとの空戦を強いられたガダルカナル攻防戦には航続距離の問題から投入できないことが判明し、改良型の栄二一型の不調もあって、中島飛行機での零戦三二型のライセンス生産は中止、1944年前半まで零戦二一型の生産を続けている。
設計者の堀越は1944年9月の社内飛行試験報告において軍に対し、工作精度の低下、劣悪な燃料から生産機は設計値から25 %の性能低下、とした試算、実験報告をしている。アメリカ軍が現代のハイオクガソリンと遜色ない100オクタンのガソリンを安定的に使用できたのに対し、日本軍の航空91揮発油は額面上では91オクタンであるものの実際には87程度、航空87揮発油（87オクタン）は85程度という証言もあり、ガソリンの品質悪化により不調や性能低下が誘発された。
定速回転プロペラ
恒速回転プロペラとも呼ばれ、回転数を一定に保つため、プロペラピッチ変更を自動的に行うもので、操縦席にあるプロペラピッチ変更レバーにより任意でのピッチ変更も可能である。日本の艦上機としては九七式艦上攻撃機、九九式艦上爆撃機についで3番目に装備された。零戦に使用されたのは当時多くの機体に使われていたハミルトン・スタンダード製の油圧式可変プロペラを海軍向けのプロペラを生産していた住友金属工業がライセンス生産したものである。
アメリカの参戦により以降に開発された改良型や新型の情報、そして、より精密な加工に必要な工作機械が入手できなくなった。これらの対策として住友金属では独自に改良型の試作が行われ一〇〇式司令部偵察機三型にピッチの変更範囲を35度に拡大した ペ26 が採用されたが、素材や工作機械の精度により性能の向上は限定的であった。住友金属ではドイツのVDM社からライセンス生産権を得た電動式ガバナーを備えた定速4翅プロペラも生産しており雷電などに採用されたが、構造が複雑で生産工程数や部品点数が多く振動問題もあったため、零戦は旧式ではあるが信頼性の高いハミルトン式の採用が続いた。大戦前の旧式プロペラが改良されなかったことは発動機とともに速度向上の足かせとなった。

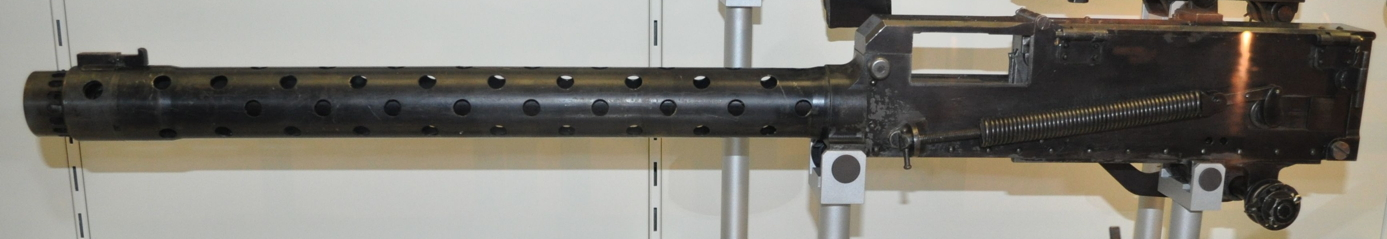
九七式七粍七固定機銃

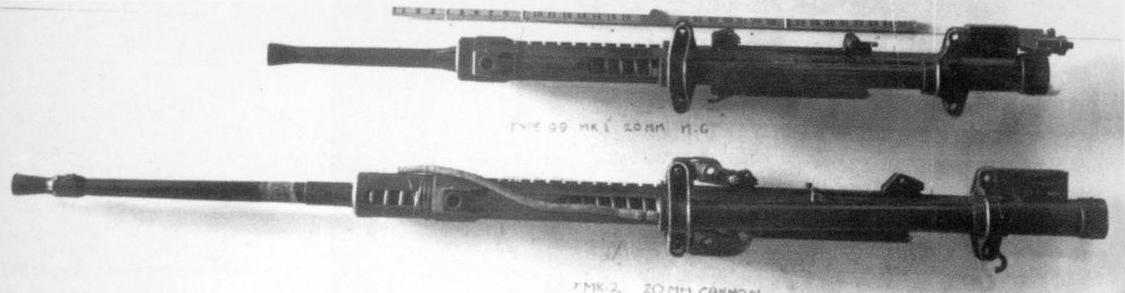
九九式一号二〇粍機銃（上）・九九式二号二〇粍機銃（下）

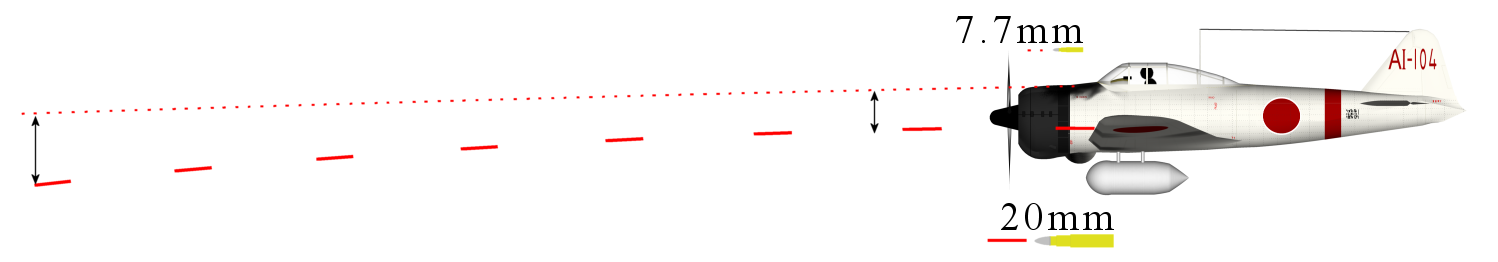
7.7ミリ機銃と20ミリ機銃（1号銃）の弾道

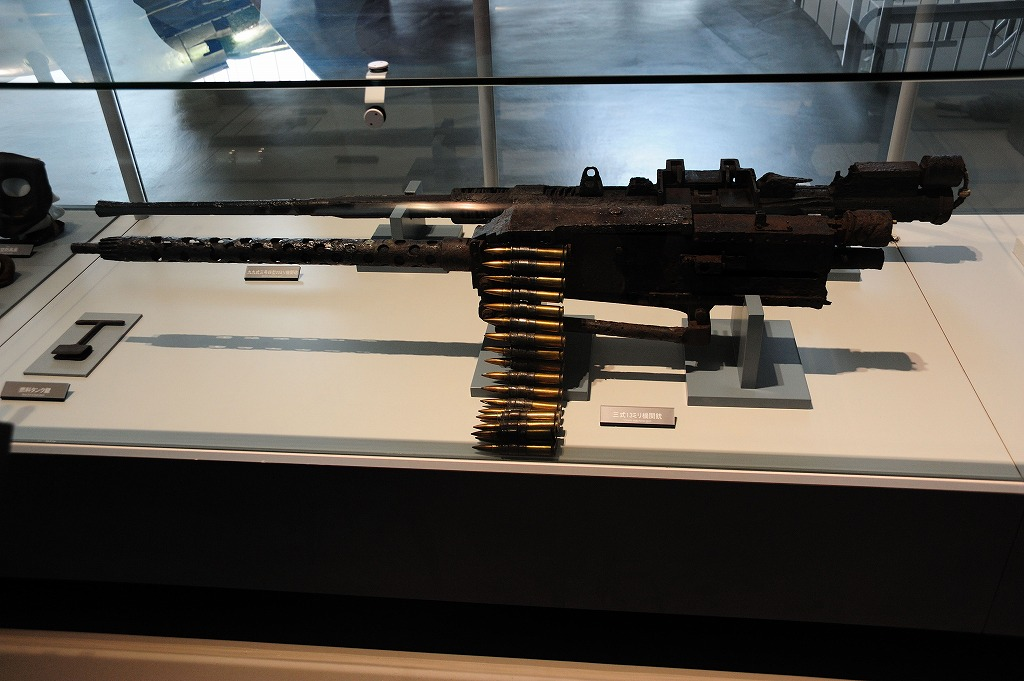
大和ミュージアムに展示される三式13.2ミリ機銃

機銃
爆撃機など大型機を一撃で撃墜するため、当時としては強力な20ミリ機銃搭載が求められており、初期型から機首の7.7ミリ機銃（九七式七粍七固定機銃）2挺に加え翼内に20ミリ機銃2挺を搭載しており、当時としては高火力な機体となった。大戦後期には機首の九七式7.7ミリ機銃2挺に替えて、三式13.2ミリ機銃を機首に1挺、両翼内に1挺ずつ、計3挺搭載した型も登場した。
7.7ミリ機銃の弾丸は、当時のイギリス軍の歩兵銃であり日本海軍でも国産化していた留式七粍七旋回機銃と同じ7.7 × 56R弾（.303ブリティッシュ弾）であった。これは輸入した複葉機の時代からのものであり、この歩兵用の重機関銃を航空機用に改良したヴィッカースE型同調機銃を、毘式七粍七固定機銃（後に九七式固定機銃）として国産化したものであった。7.7ミリ機銃を機首上部に配置したので、操縦席の正面パネルは計器類を下に寄せたレイアウトとなっている。またプロペラ回転面を通して発射するため同調装置を介しているが、安全に撃てるエンジン回転数の範囲が狭く3000回転を超えると弾がプロペラをこすりはじめたと言い、F6Fと戦う場合など4000回転以上に回す時は 7.7ミリ機銃は使えなかった。
零戦搭載の20ミリ機銃は、エリコンFFをライセンス生産した九九式一号銃、FFLをライセンス生産した九九式二号銃および両者の改良型であった。初速は一号銃 (FF) が600 m/s、二号銃 (FFL) が750 m/sであり、携行弾数は60発・ドラム給弾（九九式一号一型・一一型 - 三二型搭載）、100発・大型ドラム弾倉（九九式一号三型または九九式二号三型・二一型 - 五二型搭載）、125発・ベルト給弾（九九式二号四型・五二甲型以降搭載）となっていた。
20ミリ機銃は大型機対策として搭載したものだが、防御力が高くて7.7ミリ機銃では効果の薄いF4Fにも有効であり、空戦でも活躍したことは多くの搭乗員が認めている。しかし、携行弾数60発（初期型）を2斉射で全弾消費するパイロットもおり、多数のF4Fを相手にする際は弾数が不足しがちであった。他にも7.7ミリ機銃との弾道の違い、旋回による発射時のG制限などが欠点として指摘されている。これに対応して携行弾数を増加させる改修が施されている。大戦中盤からは一号銃から銃身を長くして破壊力を上げた二号銃が搭載されるようになった。
九九式一号銃の初速では、弾丸の信管の不具合もあってB-17フライングフォートレスの防弾板を至近距離でなければ貫通できないことを海軍鹵獲の実物で確認したので、高初速の二号銃の採用で弾道、貫通力が改善し、先行して信管の改良も実施した。
携行弾数は、初期の60発ドラム弾倉が、改良され最終的にベルト給弾化、125発に増加した。エリコンFFシリーズは弾倉が機銃構造の一部に含まれるので、ベルト給弾化は困難であり、本家スイスだけでなく技術先進国のドイツでも実施されず、日本の九九式二号四型が唯一の事例であった。
20ミリ機銃は威力を活かして重装甲のB-17やF4Fを数発で撃墜し、米軍に脅威を与えた。しかし「照準が難しく、修正しているうちに弾が無くなる」ため、戦闘機との格闘戦においては使い難いという欠点があり、用兵側は一号銃に不満をもっていた。威力に関しても、F6Fなど防御力が向上した戦闘機が登場したこともあり、ミッドウェー海戦で沈んだ空母「加賀」の直掩隊は、さらなる威力増大を求めている。
大戦後期にアメリカ軍が12.7ミリ機関銃6ないし8門を装備したF6FやP-51を投入してくると、機首の九七式7.7ミリ機銃2挺に替えて、三式13.2ミリ機銃を計3挺（機首1・翼内2）搭載した型も登場した。
零夜戦と呼ばれる斜め銃装備の零戦はドラム弾倉の20ミリ機銃1挺を追加、当初は操縦席後方の胴体左側面から銃身が出ており、発射方向は左方30度／上方10度（30度説も有り）に固定されていた。しかし地上での整備中に暴発が起き3人が命を落としたため、より安全と思われる装備位置、操縦席後方風防の左寄りに銃身が来るよう変更された。発射方向は正面上方30度で、銃身貫通部の風防周辺をジュラルミン外板で補強されている。前方固定武装の引金がスロットルレバーにあるのに対し、斜め銃は操縦桿の引金で発射した。

防弾
零戦は、徹底した軽量化のために防弾装備（防弾燃料タンク・防弾板・防弾ガラス・自動消火装置）は搭載されなかった。初陣から防弾装備の追加は要望されていたものの、重量増によって運動性や航続距離とのトレードオフになること、各種装備の実用化が遅れたこと、さらに連合国軍の反撃に対応するため改修による生産数や飛行性能の低下が許容できなかったことなどから先送りされた。それでも、1943年末からは翼内タンクの炭酸ガス噴射式自動消火装置が、1944年からは操縦席の防弾ガラスや防弾鋼板が順次装備され、一部の機体は胴体タンクを自動防漏式としていたが、最後まで不足が指摘されていた。
零戦は涙滴型の風防を備えており、特に後方視界が広く取れた点では同時期の他国戦闘機と比して後方警戒がしやすい利点があった。そのため運動性能と視界の良さを生かして、攻撃を受ける前に避けるという方法で防御力の弱さをカバーするパイロットも多かったが、それには熟練の技術が必要で短期間の訓練で投入された新人には難しく、気象条件や位置に左右されるなど限界もあった。
設計者の堀越は、開発時に防弾を施さなかったことは優先順位の問題であり、戦闘機の特性上仕方がないと語っている。当時は大馬力エンジンがなく、急旋回等で敵弾を回避することもできる戦闘機では、防弾装備は他性能より優先度が低く、海軍からも特に注文はなかったという。防弾装備が必要とされたのは搭乗員練度の低下によるもので、分不相応なものだったと回想している。技術廠技術将校岸田純之助は「パイロットを守るために速力や上昇力、空戦性能を上げて攻撃を最大の防御にした。防弾タンクやガラスを装備すれば敵に攻撃を受けやすくなる、日本の工業力から見ても零戦の設計が攻撃優先になったのは仕方ない選択。日本は国力でアメリカに劣っていたため、対等に戦うにはどこか犠牲にしなければならない、防御装備には資金がいるので限られた資源でどう配分するか常に考える必要があった」と語っている。

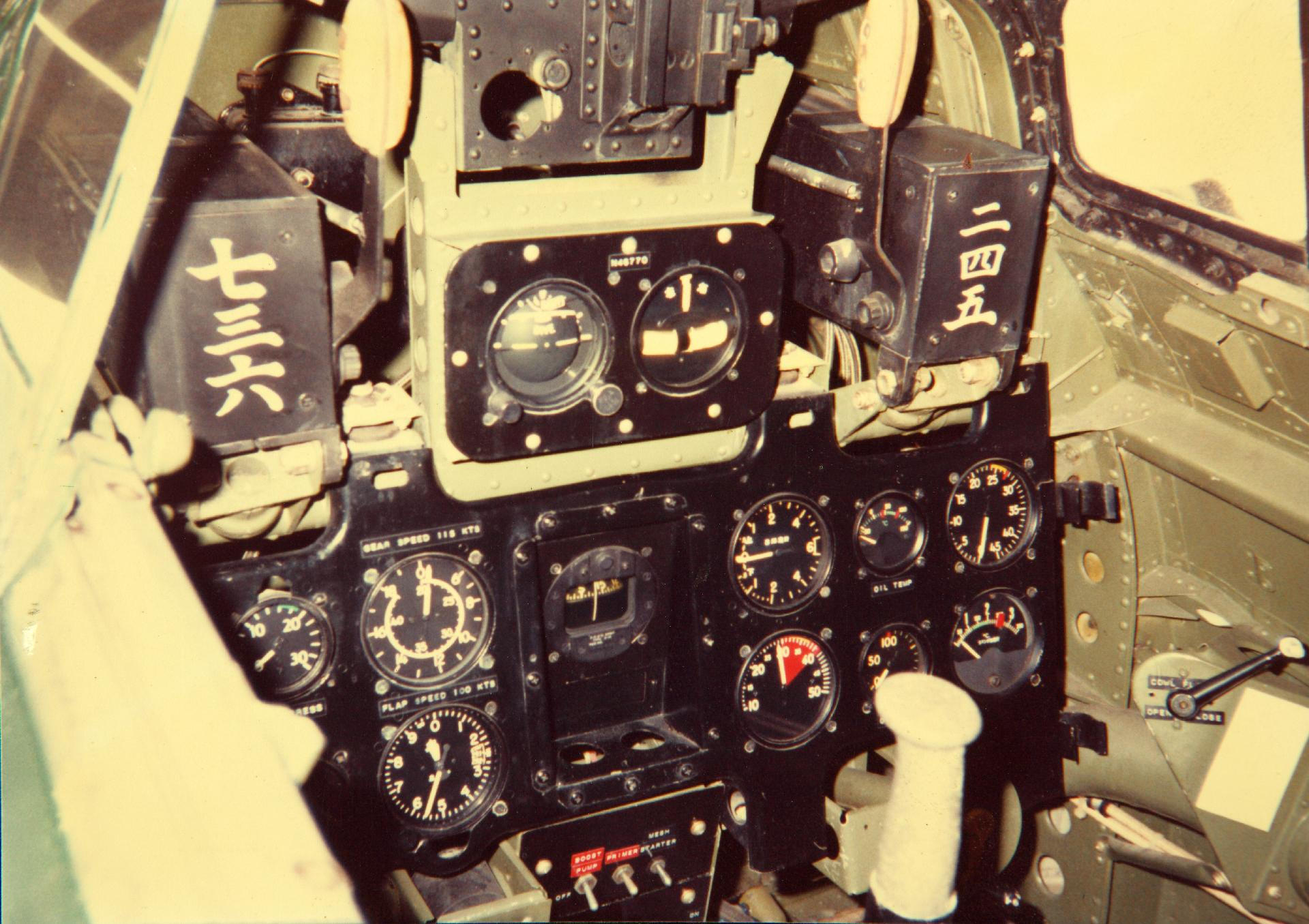
コックピット周辺

通信装置
零戦には前作の九六式艦戦同様に無線電話・電信機が装備され、当初は九六式空一号無線電話機（対地通信距離100 km、電信・電話共用）を搭載していた。ミッドウェー海戦の戦訓は「直衛機は電話を工用し、制空隊・直衛隊の電波を同一となすの要あるものと認む」と述べている。大戦後半はより高性能の三式空一号無線電話機（対地通信距離185 km、電信・電話共用）に変更している。アメリカ軍は、アリューシャンで鹵獲した二一型に装備されていた九六式空一号無線電話機を軽量化のため最小限の装置だけを搭載していると評価し、マリアナで鹵獲した五二型に装備されていた三式空一号無線電話機を「自軍無線機に匹敵する性能をもつ」と評価した。ただし「取付方法や防湿対策に問題がある」とも評価していた。事実、高度や気温で不調となることが多く信頼性が低いので、軽量化目的で無線機（約40 kg）を下ろすベテランもおり、現場では手信号が多用された。
この他に艦上機型である二一型からは、単座機では困難な洋上航法を補助する装置として無線帰投方位測定器が新たに搭載されている。これはアメリカのフェアチャイルドが開発したものを輸入・国産化したもので、輸入品はアメリカでの呼称そのままにク式（クルシー式の略）無線帰投方位測定器と呼ばれ、後に国産化されたものは一式空三号無線帰投方位測定器と呼ばれた。これらも絶縁処理やノイズ対策の未熟さや整備マニュアルの不徹底により不調となる例が多かった。
なお同時期の多くの単発戦闘機と同様、電探や敵味方識別装置は装備されていない。

### 性能
格闘性能
高い運動性能を持ち、同世代の戦闘機よりも横・縦とも旋回性能がズーム機動を除き格段に優れる。20ミリ機銃2挺という強力な武装に加え、気化器が多重の弁（0Gバルブ / 中島製）を持つため、マニュアル上、背面飛行の制限がない。これは戦闘機にとっては非常に重要で、急激な姿勢変化に対するエンジンの息継ぎを考慮しないで済むため、機体の空力特性 = 旋回性能限界としての操縦が可能である。ただし、持続的なマイナスG状態での飛行では米軍機同様のエンジンストールが発生することが米軍の鹵獲機試験で判明しており、大戦後期の攻略戦法に取り入れられている。初期の米国戦闘機に「ゼロとドッグファイトを行なうな」「零戦と積乱雲を見つけたら逃げろ」という指示があったのは、同じ姿勢変化を追随して行なうとエンジン不調につながるからでもあった。一方、低速域での操縦性を重視し巨大な補助翼を装備したため、低速域では良好な旋回性能の反面、高速飛行時には舵が重く機動性が悪かった。
零戦は操縦は極めて容易なため搭乗員の養成、戦力向上が比較的短時間に行えた。
搭乗員の藤田怡与蔵は「零戦は戦闘機として必須のあらゆる特性を一身兼備、1千馬力から100パーセントの効率をしぼり出して再現したようなバランスのよくとれた高性能を持っていた。特に昇降舵操舵に対してはどこまでも滑らかで崩れず、いかなる速度と迎え角においても、ピシッときまる天下一品の応答をしてくれた。調教の行きとどいた駿馬とでもいったふうにパイロットの動かす通りに動いてくれた」と語っている。
零戦の格闘性能は、後継機にも影響を与えた。烈風（当時は十七試艦戦）の研究会において、花本清登少佐（横須賀航空隊戦闘機隊長）は実戦で零戦が敵を制しているのは速度だけではなく格闘性能が優れているためで、次期艦戦でも速度をある程度犠牲にしても格闘性能の高さに直結する翼面荷重を低くすべきと主張し、空技廠飛行実験部の小林淑人中佐もこれを支持している。
横転性能
本庄季郎技師の研究による「軽くて効きが良い」弦長比の小さい舵が補助翼（エルロン）にも採用されている。補助翼は昇降舵や方向舵より操作が軽いことが求められるが、固定脚の九六艦戦に比べ飛行する速度域が急降下を含め拡大しており、全域で満足な舵を得るのが難しくなっていた。操縦者の見解は厳しく、堀越自身も「本機は翼幅が12 mと大きく低速で十分な横揺れ加速度が得られず、中速度以上では重過ぎて効き不足だった」と書いている。後に空技廠の提案で高速時の操舵を軽くできるバランスタブを補助翼後縁に追加し、高速 / 空戦時の横転性能改善を確認したが、低速で舵が軽くなり過ぎる欠点を併発。さらに1941年4月に発生した下川大尉の空中分解で事故原因としてバランスタブが疑われ、後に直接関係がない事が判明するもバランスタブは廃止された。三二型は主翼幅を11 mに減じ、さらに補助翼内端を約20 cm削って補助翼面積が減少したが操舵が軽くなり横転性能は向上した。なおフラップと補助翼の間にはどちらでもない固定部が20 cm残った。二二型は主翼幅、補助翼幅とも二一型と同じに戻されたがバランスタブが復活。五二型で再び翼幅11 mとし三二型と同じく補助翼内端が削られたがフラップが延長され固定部は無い。翼端を丸めた分、三二型より補助翼面積が減り、バランスタブが再び廃止されている。五二型試作機の試験飛行は横須賀航空隊にいた本田稔が担当し、最終仕上げに尽力したという。
零戦が採用した金属骨組みに羽布張りの補助翼は軽量化で有利となる反面、高速で舵角を取ると骨と骨の間の羽布面が風圧でたわみ、舵軸から遠い後縁ほど角度が急になる。これは操舵を軽くするバランスタブと逆の効果を産み、舵を押し戻すので操舵が重くなる。スピットファイアがV型で採用した金属外皮の補助翼は変形せず高速域で良く効いたという
速力
軽量化のため、非力なエンジンにもかかわらず270 kn (500 km/h)超の最高速度を出した。しかし急降下に弱く急降下速度に制限があった。徹底した軽量化により機体強度の限界が低かったといういわば零戦の宿命ともいえるもので、初期型の急降下制限速度は、F4Fなどの米軍機よりも低い340 kn (630 km/h)であった。試作二号機や二一型百四十号機と百三十五号機が急降下試験の際に空中分解事故を起しており、原因解析の結果を受けて、以降の量産機では、主翼桁のシャープコーナーの修正・昇降舵マスバランスの補強・主翼外板厚の増加などの対策が施され、急降下性能の改善が図られた。五二型以降では更に外板厚増加などの補強が行われ、急降下制限速度は400 kn (741 km/h)まで引き上げられている。
航続性能
零戦は大戦初期において、長航続距離で遠隔地まで爆撃機を援護し同時侵攻できた数少ない単発単座戦闘機である。陸軍の一式戦闘機隼も航続距離は長いほうだったが、実戦では零戦の方が長距離作戦に投入されることが多かった。もともと艦隊防空を主任務とする艦戦は、常に艦船上空に滞空させて対空監視（戦闘哨戒）を行う必要がある。零戦が開発された1936年当時、レーダーは実用段階まで至っていない。艦戦が運用される航空母艦は、陸上基地とは異なり早期警戒のための対空見張り網を構築できないからである。このような運用を前提とする場合、滞空時間が長ければ長いほど、交代機が故障で上空に上がれないなどの突発的な事態において防空網に穴が空きにくいという利点がある。後述の十二試艦上戦闘機計画要求書にあるように、航続力が距離ではなく滞空時間で指定されていることも、こうした運用に基づくものである。当時の米軍戦闘機ではF4F-3の航続距離845 mi (734 nmi; 1,360 km)でも長い部類であった。
長大な航続力は作戦の幅を広げ戦術面での優位をもたらす。実際、開戦時のフィリピン攻略戦などは、当時の常識からすると空母なしでは実施不可能な距離があったが、零戦は遠距離に配備された基地航空隊だけで作戦を完遂した。ただし、自動操縦装置や充分な航法装置のない零戦で大航続力に頼った戦術は搭乗員に過度の負担と疲労を与えた。また、洋上を長距離進出後に母艦へ帰還するには、搭乗員が高度な技量と経験をもつ必要があった。
零戦の航続力はそれまでの単座戦闘機と比べて長大だったため、長距離飛行の技術が操縦員に求められた。単座戦闘機搭乗員にとって、誘導機なしの戦闘機だけの洋上航法は、ベテランでも習得困難な技術だった。しかし1940年の龍驤戦闘機隊分隊長の菅波政治大尉、1941年の瑞鶴戦闘機隊分隊長の佐藤正夫大尉らは、単座戦闘機の洋上航法の技量に優れ熱心だった。当時の洋上航法は、操縦しながら航法計算盤を使って計算し、海面の波頭、波紋の様子を観察し、ビューフォート風力表によって『風向、風力』を推定し、風で流された針路を『偏流修正』し、『実速』（実際の対地速度、当時の呼称）を計算し飛行距離、飛行時間を算出予測する航法だった。その航法精度は、洋上150海里を進出して変針し、そののち方向、時間を距離計算して帰投し、その地点からの矩形捜索によって晴天目視で母艦艦隊位置確認可能な誤差範囲（例えば20海里）に収める程度の精度だった。単座戦闘は複座・多座の攻撃機爆撃機に比較して無線電信電話機能も弱く、ジャイロ航法支援機器もなかったが、実戦で母艦に単機帰投した例も多かった。
航続力において二一型は傑出しているように見えるが、これは落下式増槽に加え、胴体内タンクに正規全備時の62 Lの倍を超える145 Lの燃料を搭載するという例外的な運用を行った場合のことである。これと同じ条件、即ち落下式増槽を含む全燃料タンクを満載にした状態での航続距離を比較すると、零戦後期型の二二型や五二型各型と二一型の間に大きな差はない（いずれも正規で1,900km程度、過荷で最大3,300km前後の飛行が可能）。燃料タンクの小さい三二型でも二一型の85 %程度はある（ただし栄より燃費の悪い金星を搭載した五四型は航続性能が大幅に減少している）。また、二一型以前の零戦は胴体内燃料タンクを満載にした状態では飛行制限があるが、三二型や二二型、五二型には燃料満載時の制限はない。三二型は開戦からおよそ半年後に配備が開始されたが、この時期はガダルカナル島奪還作戦の開始直前にあたり、二一型より航続距離の短い三二型はガダルカナル島奪還作戦に投入できず、せっかくの新型機がラバウルで居残りになっていた。このため、この時期のラバウルの現地司令部は上層部に二一型の補充を要求している。また、これは海軍上層部でも問題となって、海軍側の三二型開発担当者が一時辞表を提出しただけには留まらず、零戦の生産計画が見直されるほどの事態となっている。
燃料搭載量は、二一型は正規全備時に胴体内タンク62L＋主翼内タンク380Lの合計442Lを搭載し、この状態では巡航速度333km/hで約5時間半の飛行（航続距離約1,900km）が可能であった。過荷全備時は胴体内タンクを満載にし、さらに330L増槽を装備することで、合計855Lの燃料を搭載して約3,330kmを飛行可能となる。三二型では、発動機の大型化による機体容量圧迫に伴い、胴体内タンク容量が145L→60L、増槽容量が330L→320Lに減少した。これを相殺するため、主翼内燃料タンクが大型化され、容量が380L→420Lに増加した。しかしタンク容量は合計800Lに減少したうえ、これに発動機の燃費悪化の影響も加わったため、二一型に比べて航続距離が15%程度低下してしまった。その後は三二型で低下した航続性能を再び延伸すべく、改良により燃料タンク容量の増加が図られた。主翼内タンク容量は、三二型後期では430Lに増加。二二型や五二型以降は主翼内にさらに90Lの補助燃料タンクを新設し、主翼内タンク容量は合計520Lに増加した。これらの改良により、燃料搭載量は合計900L程度にまで増加し、二一型と同等の航続性能を取り戻すことが出来た。
末期型となる五三丙型～六四型では、燃料タンクに防弾処理を施したためにタンク容量が減少し、また胴体内タンクを水メタノール噴射装置用のタンクに転用したためガソリン搭載量が減少し、加えて発動機をより大出力の栄三一型/金星六二型に換装したため燃費が悪化した。これらの影響により、かつての特徴だった長大な航続力は失われた。しかし戦争末期には局地戦闘機としての運用が主となっていたため、もはや長距離飛行が必要な局面は殆ど無くなっていた。

### アメリカ軍による評価
太平洋戦争末期のアメリカ軍航空技術情報センター (ADRC) による零戦への評価は下記のとおり。

## 歴史

### 十二試艦上戦闘機
零戦の仕様は「昭和十一年度 航空機種及性能標準」の艦上戦闘機の項に基づいて決定されている。
「昭和十一年度 航空機種及性能標準」
機種：艦上戦闘機
使用別：航空母艦（基地）
用途：
1. 敵攻撃機の阻止撃攘
2. 敵観測機の掃討

座席数：1
特性：速力及び上昇力優秀にして敵高速機の撃攘に適し、且つ戦闘機との空戦に優越すること
航続力：正規満載時全力1時間
機関銃：口径 7.7 mm 700発 × 2。
機関砲：口径 20 mm 60発 × 2。
通信力：電信300浬、電話30浬
実用高度：3,000 m 乃至 5,000 m
記事：
1. 離着陸性能良好なること。離艦距離 合成風力10 m/sにおいて70 m以内
2. 増槽併用の場合6時間以上飛行し得ること
3. 促進可能なること
4. 必要により 30 kg 爆弾を2個携行し得ること

開発は1937年10月5日に海軍から提示された「十二試艦上戦闘機計画要求書」に端を発する。
「十二試艦上戦闘機計画要求書」
1. 用途：掩護戦闘機として敵軽戦闘機より優秀な空戦性能を備え、要撃戦闘機として敵の攻撃機を捕捉撃滅しうるもの
2. 最大速力：高度4000メートルにて270ノット以上
3. 上昇力：高度3000メートルまで3分30秒以内
4. 航続力：正規状態、公称馬力で1.2乃至1.5時間（高度3000 m）／過荷重状態、落下増槽をつけて高度3000メートルを公称馬力で1.5時間乃至2.0時間、巡航速力で6時間以上
5. 離陸滑走距離：風速向かい風秒速12メートルにて70メートル以下
6. 着陸速度：58ノット以下
7. 滑走降下率：3.5 m/s 乃至 4 m/s
8. 空戦性能：九六式二号艦戦一型に劣らぬこと
9. 銃装：20ミリ機銃2挺、7.7ミリ機銃2挺、九八式射爆照準器
10. 爆装：60 kg爆弾 又は 30 kg爆弾 × 2発
11. 無線機：九六式空一号無線電話機、ク式三号無線帰投装置
12. その他の装置：酸素吸入装置、消火装置など
13. 引き起こし強度：荷重倍数 7、安全率 1.8

「十二試艦上戦闘機計画要求書」は1937年5月に原案がメーカーに提示され、10月に正式な文書として交付された。そのため、変更点もあって内容が微妙に違うものも残っている。「目的」が「攻撃機の阻止撃攘を主とし尚観測機の掃蕩に適する艦上戦闘機を得るにあり」というものもある。堀越二郎によれば、5月のものに比べて特に航続距離の要求が強くなったという。十二試艦上戦闘機に対する海軍の要求性能は、堀越技師らが「ないものねだり」と評するほど高いものであり、中島飛行機が途中で辞退、零戦は三菱単独開発となった。前作の九六式艦上戦闘機に続き堀越二郎技師を設計主務者として開発した。堀越は海軍からのあまりに高い性能要求に悩んだとされているが、晩年は「あまり苦労しなかった」とも語っている。
1938年1月17日、十二試艦戦計画要求に関する官民研究会で、日中戦争から帰還した第二連合航空隊航空参謀源田実少佐が飛行機隊の集団使用、遠距離進出などの新境地を開拓した経験から実戦での九六式艦戦や九五式艦戦の働きを説明して格闘性能と航続距離の必要を訴える。

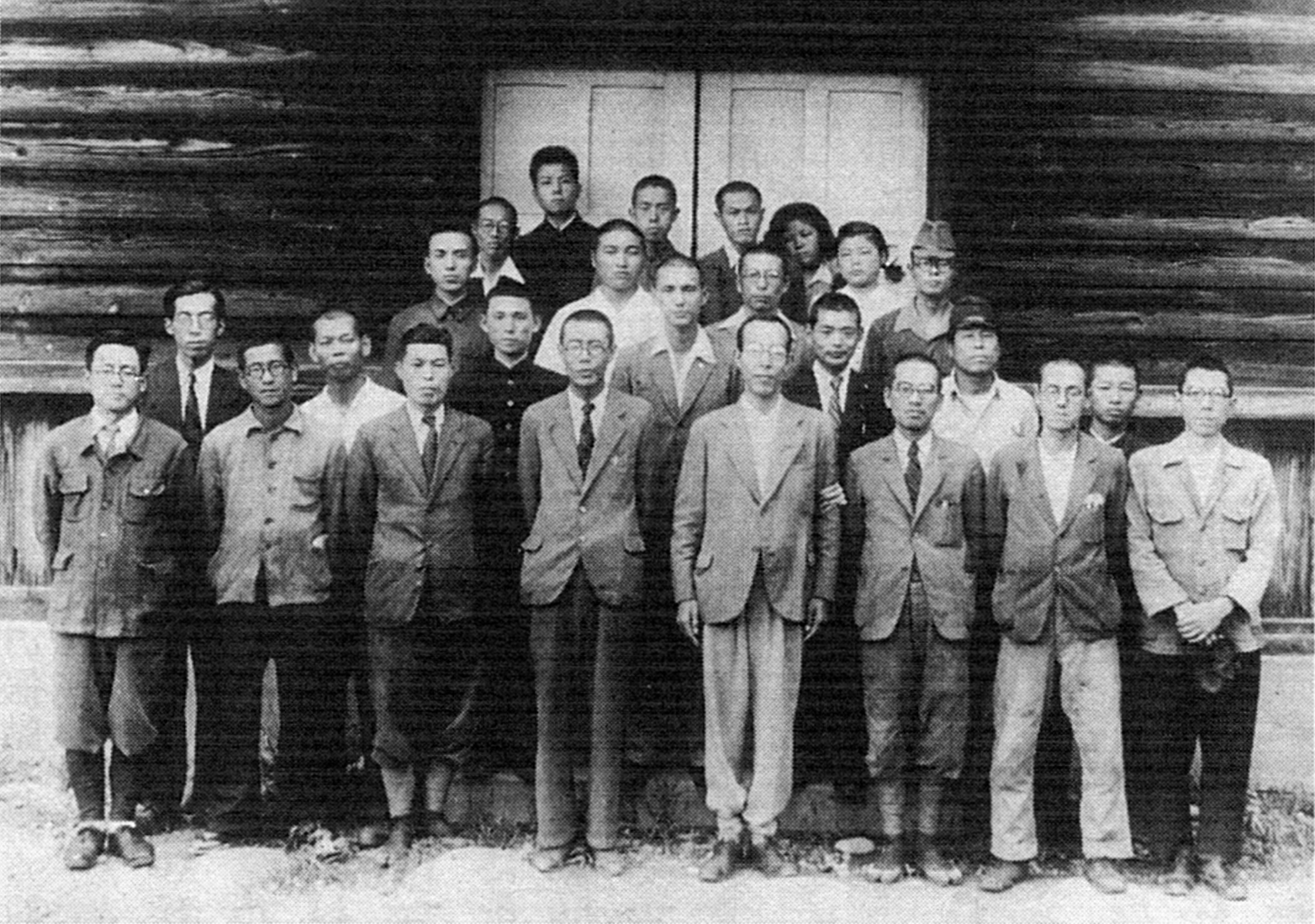
設計チーム。前列右から4人目が堀越二郎、その左が曾根嘉年

1938年4月10日、三菱A6M1計画説明書を海軍に提出した堀越二郎は、3日後（4月13日）に開かれた十二試艦戦計画説明審議会において、格闘力、速度、航続距離のうち優先すべきものを1つ上げてほしいと要望した。すると横須賀航空隊飛行隊長の源田実には日中戦争の実戦体験から「どれも基準を満たしてもらわなければ困るがあえて挙げるなら格闘性能（空戦性能）、そのための他の若干の犠牲は仕方ない」と返答された。一方で、航空廠実験部の柴田武雄には実地経験から「攻撃機隊掩護のため航続力と敵を逃がさない速力の2つを重視し、格闘性能は搭乗員の腕で補う」と返答された。どちらも平行線ながら正論であり、堀越は真剣な両者の期待に応えることにした。
1938年秋、前線の戦闘機部隊である12空から提出された意見は、速力・航続力よりも軽快な運動性に重点をおくこと、機銃口径は10ないし13ミリを適度とし、初速の小さい翼上20ミリ機銃は戦闘機に百害あって一利なしというものであり、大航続力、20ミリ機銃に伴った機体の大型化にも反対だった。
1939年3月16日、A6M1試作一号機完成。4月1日に岐阜県の陸軍各務原飛行場で試作一号機が初飛行。試作2号機までは瑞星一三型だったが出力不足で試作3号機からエンジンを換装した。5月1日栄一二型を装備した3号機をA6M2とした。翌1940年7月24日に、A6M2零式一号艦上戦闘機一型が一一型として制式採用された。

### 太平洋戦争開始前の日中戦争（支那事変）

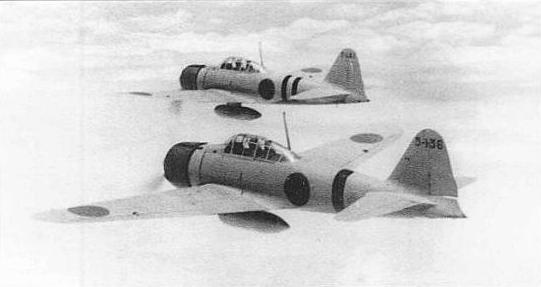
1941年、中国戦線における零式艦上戦闘機一一型 (A6M2a)

1940年（昭和15年）7月15日、大陸戦線（中国戦線）にて101号作戦のため、第二連合航空隊に横山保大尉と進藤三郎大尉率いる零戦13機が進出した。零戦はまだ実用試験中のものであり、全力空中戦闘をするとシリンダーが過熱し焼け付くおそれがあった。また、機体への加速度 (G) が大きくなると脚が飛び出すこと、同様にGがかかると20 mm機銃が射撃できなくなる点が未解決のままであった。これらの問題に対して、技術廠から飛行機部の高山捷一技術大尉、発動機部の永野治技術大尉が解決にあたり、技術者、整備員、搭乗員が一体となって解決した。
零戦の最初の出撃は8月19日の九六式陸上攻撃機護衛任務だったが、あいにく会敵しなかった。翌日にも伊藤俊隆大尉指揮のもと出撃したが会敵せず、悪天候のため出撃は翌月に延ばされた。第1回出撃時に燃料補給のため宜昌飛行場に着陸する際、1機（藤原喜平二空曹）が着陸に失敗し転覆。これが事実上最初の喪失となった。
9月12日、ようやく三度目の出撃となり、重慶上空に1時間も留まったが、これも会敵しなかった。基地に戻ると、敵は交戦を避け、去った後に大編隊を飛ばせて日本軍機を追い払っているように見せているということが判明した。進藤大尉はこれを逆手に取り、翌日再び出撃、ようやく敵機の大編隊と遭遇した。相手は日本機を初撃墜した国民党空軍の精鋭である第四大隊（志航大隊、指揮官・鄭少愚少校）、および第三大隊率いるアメリカ・ソ連・国民党の戦闘機34機（I-15 × 19、I-16 × 15、I-15、I-16とも初飛行が1933年で、零戦より旧式機）で、うち1機がこの直前急激な発進による故障のため帰還しており実際に戦闘に参加したのは33機である。初陣で動揺していた日本軍とは対照的に、経験豊富だった国民党軍は奇襲で撃墜されてもすぐさま編隊を立て直し奥地へ誘い込もうとしたが、やがてスピード・火力ともに優れた新鋭機の前に圧倒され次々と撃墜されていった。
この戦闘で初陣を飾った13機の零戦は、味方機に損失を出さずに、機銃が故障した白根斐夫中尉以外の12機全てが1機以上を撃墜する戦果を挙げた。進藤大尉はそれぞれの戦果を加味した結果、撃墜は27機と判断、マスコミはこの戦果を一斉に報じた。ただし、実際の中国側記録によると、被撃墜13機、被撃破11機（うち10人戦死、負傷8人）である。零戦隊は13機中3機（大木芳男二空曹、三上一禧二空曹、藤原喜平二空曹）が被弾、さらに1機（高塚寅一一空曹）が主脚故障によって着陸に失敗し転覆した。この際、パイロットたちから防弾について「攻撃機にあるような防弾タンクにしてほしい」と不満が出たが、高山捷一技術大尉は零戦の特性である空戦性能、航続距離が失われるので高速性、戦闘性を活かし活動し、効果を発揮するべきと説明した。大西瀧治郎はそれに対し「今の議論は技術官の言う通り」と言って収めてパイロットたちは黙った。
その後も大陸戦線での零戦の活躍は続き、初陣から1年後の1941年8月までの間、戦闘による損失は対空砲火による被撃墜3機だけで、空戦による被撃墜機はないまま、太平洋戦争開戦前の中国大陸では零戦の一方的勝利に終わった。

### 太平洋戦争緒戦

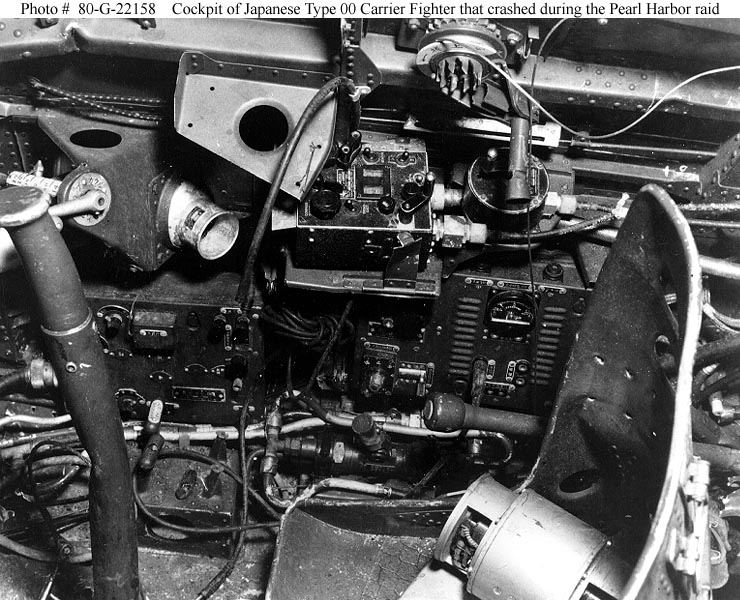
零戦二一型の操縦席

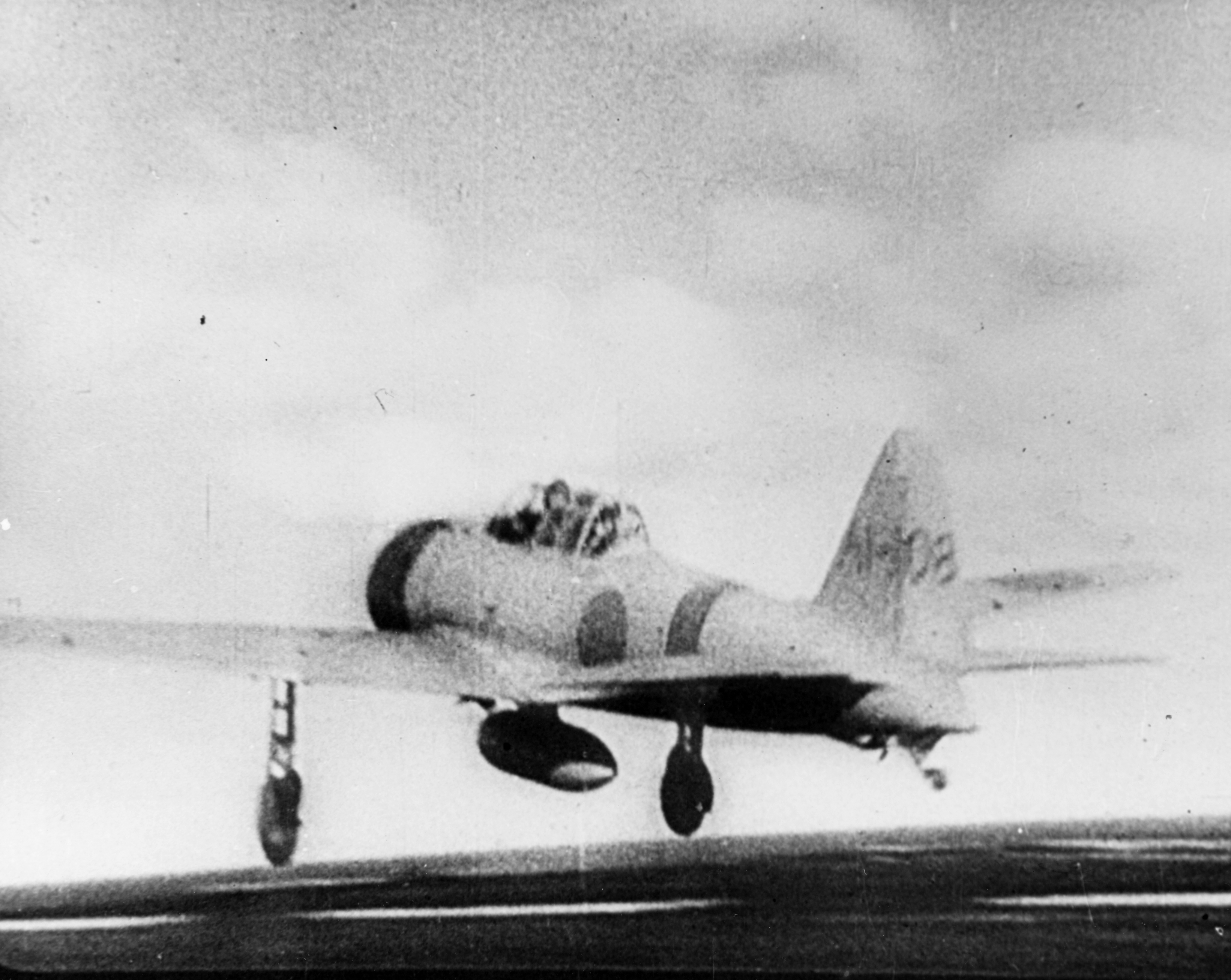
1941年12月7日、真珠湾攻撃のため赤城を発艦する零戦二一型 (A6M2b)

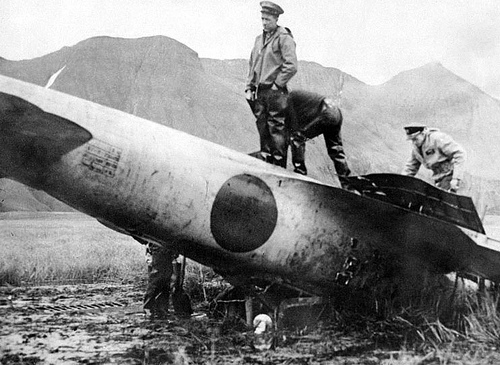
1942年7月、アリューシャン列島アクタン島で鹵獲された零戦二一型 (A6M2b)

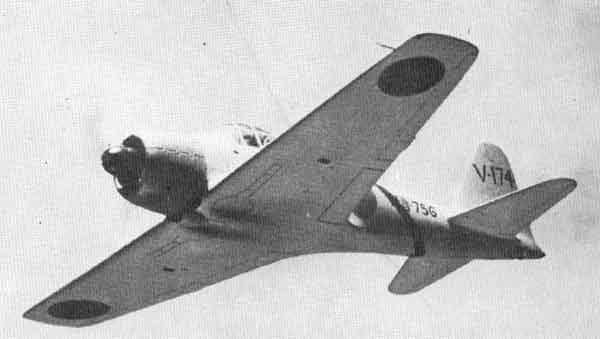
飛行中の零戦三二型 (A6M3)

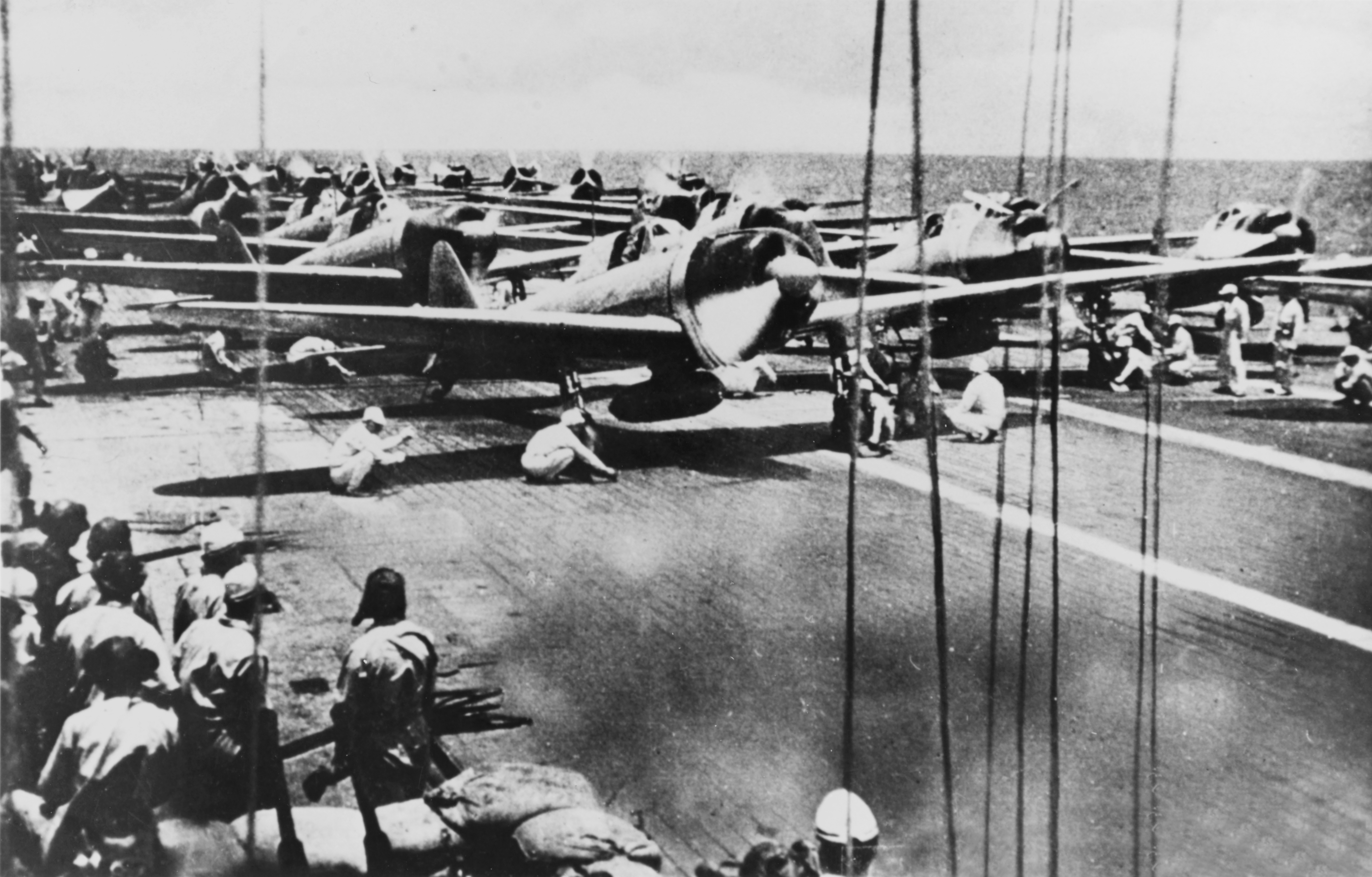
1942年10月26日、南太平洋海戦において九九艦爆と共に空母翔鶴からの発艦に備える零戦二一型 (A6M2b)

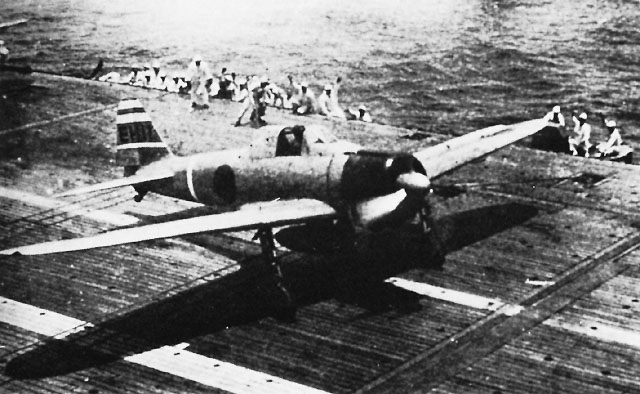
1942年10月26日、翔鶴から発艦する零戦二一型 (A6M2b)

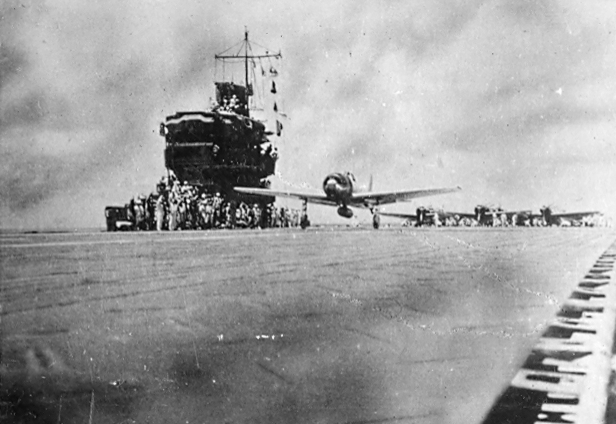
1942年10月26日、南太平洋海戦において空母翔鶴から発艦する零戦三二型 (A6M3)

太平洋戦争の中期まで、空戦性能において優越する零戦を装備した日本海軍航空隊は、グラマンF4FワイルドキャットやカーチスP-40などを装備する連合国軍に対して優勢だった。また、零戦は約2200キロの航続距離をもっていた（当時連合軍の戦闘機がロンドンとベルリン間（片道約900キロ）を飛行し空戦を実施して帰還することは困難であった）。零戦は太平洋戦争初期に連合軍航空兵力の主力を撃破した。その空戦性能と長大な航続距離によって、連合軍将兵の心の中に零戦に対する恐怖心を植え付けた。
当時、主に交戦した米海軍機のグラマンF4Fワイルドキャットは、零戦に対して防弾と急降下性能で勝っていたが速度・上昇力・旋回性能に関して零戦に劣っていた。海軍は真珠湾奇襲攻撃の1941年12月8日から、1942年3月までのジャワ作戦終了までに、合計565機の連合軍機を空中戦で撃墜ないしは地上で破壊した。この数のうち零戦の戦果は471機、83 %を占めるとされる。太平洋戦争のはじめの1か月の全作戦中、陸上基地・空母からの零戦による敵の損害は65 %であった。
対アメリカ戦の始まりとなった真珠湾攻撃は奇襲であったためアメリカ軍戦闘機との空戦の機会の少なかった零戦は主に飛行場へ機銃掃射をおこなった。その直後のフィリピン爆撃では台湾から出撃する陸攻隊を掩護しフィリピンを攻撃するという当時の単座戦闘機としては例の無い長距離作戦を成功させ、植民地フィリピン駐留のアメリカ陸軍航空隊を制圧した。南太平洋においてもラバウルからガダルカナル島やニューギニアへの攻撃に活躍した。
太平洋戦争初期の1942年3月までのアメリカ陸軍航空部隊のジャワ作戦での消耗と零戦隊の優勢、同部隊のオーストラリアへの撤収があった。ラエ基地では1942年の5・6・7月の間、ほとんど連日空戦があったという。ラエの零戦隊は連日奮戦していた。彼我の機数では零戦隊が劣勢であった。ラエ基地からは、ニューギニアにおける連合軍の拠点ポートモレスビーに爆撃に向かう一式陸上攻撃機の護衛任務として出撃を繰り返しており、迎撃してきたアメリカ陸軍航空隊とオーストラリア軍のP-39との空戦となった。P-39はこれまで主にソビエト連邦へレンドリースされていたが、ドイツ空軍のメッサーシュミット Bf109やフォッケウルフ Fw190と互角以上に戦い、多くのエースパイロットを生み出し、エリート部隊の第153親衛戦闘機連隊のわずか20機のP-39は、2か月の間に45機のドイツ軍戦闘機と18機の爆撃機を撃墜し、損失はたったの8機という大活躍をしていた。
しかし、零戦の搭乗員から見ると組みやすいという印象で、「大空のサムライ」こと坂井三郎によれば、その性能は芳しいものではなかったという評価であり、初のポートモレスビーへの爆撃機護衛任務で一撃で2機のP-39を撃墜している。また、坂井の上官である「ラバウルの貴公子」こと笹井醇一中尉もポートモレスビー上空において、1列縦隊で飛行するP-39の3機編隊を三段跳びをするように次々と撃墜したこともあった。
1942年5月8日には人類史上初の空母同士の海戦となった珊瑚海海戦が行われた。米軍第17任務部隊は空母「ヨークタウン」と「レキシントン」上空の戦いで、日本軍機動部隊攻撃隊69機（零戦18機・九九式艦上爆撃機23機・九七式艦上攻撃機18機）に対し零戦22機・艦爆11・雷撃機31機を直掩航空隊（F4Fワイルドキャット、SBDドーントレス爆撃機）と対空砲火で撃墜したと記録している。日本軍機動部隊に帰投した機は46機で、零戦17機が帰投するも1機が不時着した。この戦闘における戦果は日本側も過大に見積もっており、グラマン戦闘機32機、ダグラス急降下爆撃機17機撃墜を記録したが、実際の損害はF4F 6機、SBD 15機喪失である。
「1942年6月におこなわれたミッドウエー海戦における米陸海軍戦闘機への零戦の優勢」。「当時ブリュースター・バッファロー とグラマンF4Fワイルドキャットが使用されていた」。
アメリカ戦略空軍司令部作戦部長補佐代理ジョン・N・ユーバンク准将は「ニューギニアやラバウルで我々が遭遇した日本軍は、本当に熟練した操縦士だった。我々は最優秀の敵と戦っているのだということを一時も疑ったことはなかった」と回想している。
アメリカ軍の公式記録によれば、大戦初期の零戦対連合国軍機（主に英国連邦軍と中華民国軍並びに義勇軍）とのキルレシオは 12 : 1 とされている。対米軍機でいえば、太平洋戦争開戦時からミッドウェー海戦までの零戦対F4Fワイルドキャットとのキルレシオは 1: 1.7 としているが、前述の通りミッドウェー海戦以前で零戦とF4Fの対決はウェーク島の戦いと珊瑚海海戦だけであり、前者なら第二航空戦隊の零戦6機は損失無しに対しF4Fは2機撃墜され、
後者はMO機動部隊の零戦は日本軍攻撃隊は喪失機無し、MO機動部隊直掩隊の2機喪失に対し第17任務部隊はF4Fを上空直掩隊の6機、及びMO機動部隊攻撃隊の8機の計14機が喪失している（両者とも不時着機や行方不明機を除いた数値であるので、実数とは合わない）。
真珠湾攻撃に参加した「飛龍」所属の1機がニイハウ島に不時着する事件が発生したが、アメリカ軍の調査が行われる前に機体は燃やされたため弱点も露見せず、対策は行われなかった。

### 零戦鹵獲と大戦中期

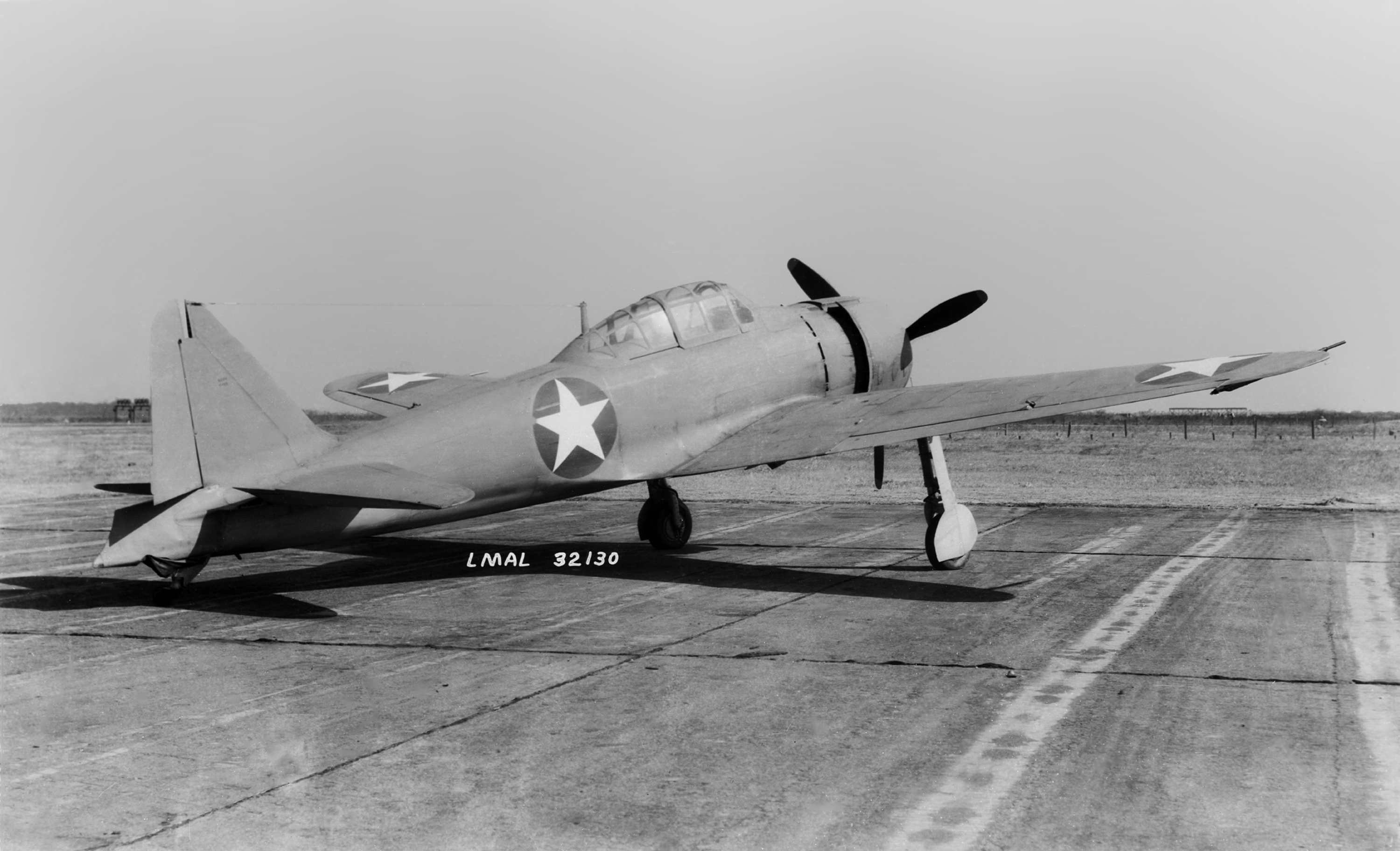
アメリカ軍に鹵獲後、テストされる零戦二一型 (A6M2b、アクタン・ゼロ)

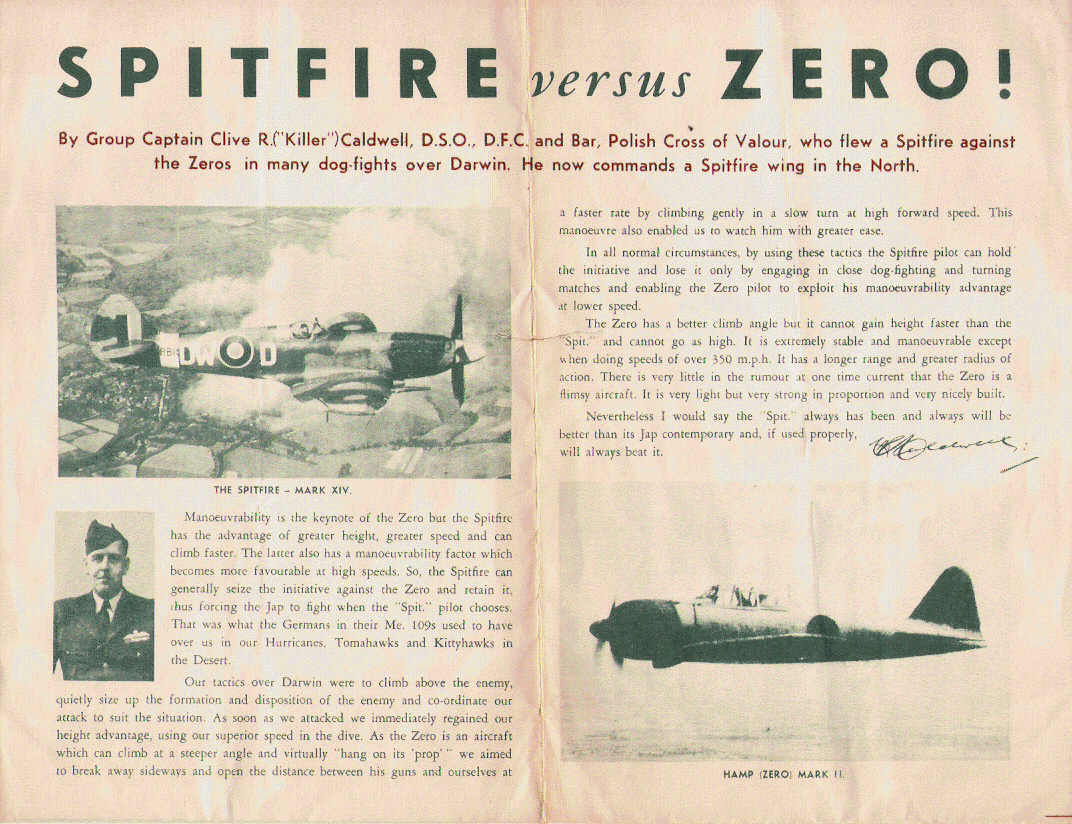
1943年2月、ポートダーウィン空襲の際の連合国側新聞

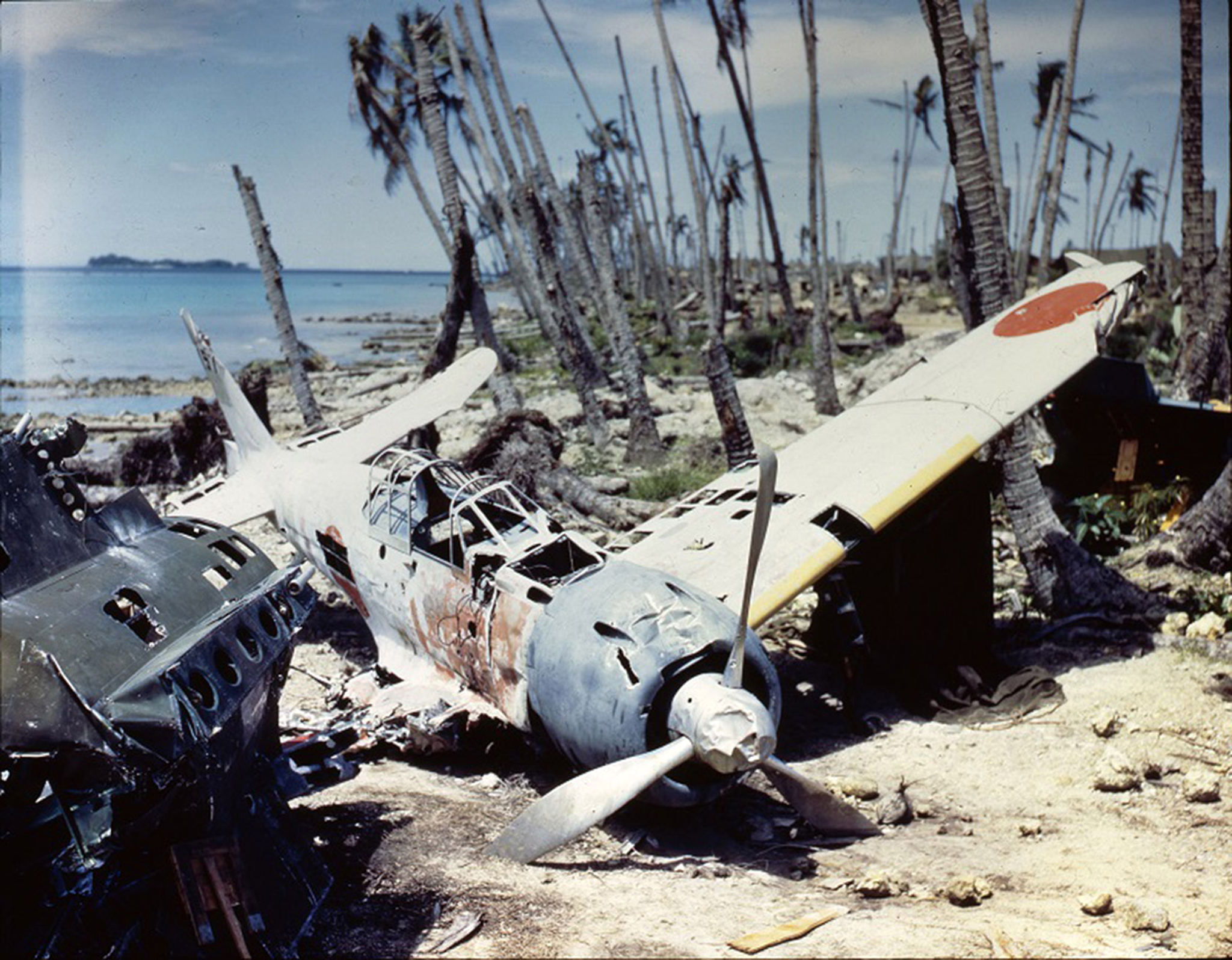
1943年9月、占領されたニュージョージア島ムンダ飛行場に放棄された零戦三二型 (A6M3) の残骸

1942年6月、アメリカ軍はアリューシャン列島のダッチハーバーに近いアクタン島の沼地に不時着した零戦（アクタン・ゼロ）をほぼ無傷で鹵獲することに成功した。この機体の徹底的な研究によって、零戦が優れた旋回性能と上昇性能、航続性能をもつ一方で、高速時の横転性能や急降下性能に問題があることが明らかとなり、アメリカ軍は「零戦と格闘戦をしてはならない」「背後を取れない場合は時速300マイル以下で、ゼロと空戦をしてはならない」「上昇する零戦を追尾してはならない」という「三つのネバー (Never)」と呼ばれる勧告を、零戦との空戦が予想される全てのパイロットに対して行った。
不要な装備を除き、なるべく機体を軽くするように指示した。弱点を衝いた対抗策として優位高度からの一撃離脱戦法と「サッチウィーブ」と呼ばれる編隊空戦法がアメリカ軍に広く普及することになった。一撃離脱戦法とサッチウィーブが徹底された1942年年間の零戦とF4Fのキルレシオは1 : 5.9とされたが、上述のようにアメリカ軍の公式撃墜数と被撃墜数を合わせたものであり、裏付けは取れていない。
1942年8月からガダルカナル島の戦いが始まる。前進基地が整備されるに従い、三二型もガダルカナル戦に投入可能となった。三二型は翼幅を1 m切断して最高速度1.5 ノット向上し、増産も簡易化したが、他の性能が低下、操縦性、格闘戦の上から改悪であると周防元成、藤田怡与蔵、坂井三郎といったパイロットを始め、ガダルカナル島奪還作戦で航続力、空戦性能の劣化に対して反対の声が上がった。結局、翼は元に戻され、左右に45リットルタンク各1を増設することになった。

1942年12月までにはスピットファイアを含む英陸軍航空部隊は、西南太平洋戦域で零戦によって壊滅されていた。
1943年にオーストラリアのダーウィンでスピットファイアMk.Vとの戦闘が数度生起している。この一連の戦闘では、一式陸攻を援護して単発機の限界に近い長距離を進攻する零戦隊を、自隊の基地近くで待ち伏せし迎撃するというスピットファイアMk.V隊に有利な状況であったが、零戦隊が優勢に戦っている。正確な日程は不明だが、ダーウィン上空の空戦で、スピットファイアの損失17対し零戦の損失はわずか2機という一方的な勝利も記録されている。この結果に対してフライングタイガーズの司令官だったクレア・シェンノート将軍は「英空軍の戦術はカルワザ的な日本軍に対しては自殺行為だった」と発言している。戦闘は一般に零戦有利といわれる低空に限らず高高度でも行われ、当初格闘戦であったスピットファイア隊の戦闘スタイルも一撃離脱へと切り替えられたが、最後まで零戦隊の優勢は変わらなかった。バトル・オブ・ブリテンでドイツ空軍戦闘機を圧倒し、「英国を救った戦闘機」などとも称されたスピットファイアですらも、零戦相手には苦戦を強いられた。
ジョン・ベダー著『スピットファイア』によると、初期の戦闘においては大きな差はなかったものの、次第に零戦が優位に変わり、スピットファイアには燃料切れやエンジントラブルで帰投できない機体が相次いだという。また、豪英空軍の証言として「エンジンの出力低下が激しかった」「機関砲が凍結した」などがあり、スピットファイアが南太平洋の環境に適応できず、次第に劣化していったと記載されている。
零戦隊を率いていた鈴木少佐はスピットファイアの優秀性を認めており、侵攻に際しては飛行時間1,000時間以上のベテランパイロットだけで隊を編成したとの談話を残している。最終的にこの一連の戦闘における喪失機の総計は零戦5機（未帰還機は3機）に対し、スピットファイア42機（未帰還機は26機）となり、零戦隊の圧倒的な勝利で終わっている。ただし、1942年当時スピットファイアはMk. XIIまで改良が重ねられていたが、当時インド洋の制海権は日本軍が握っていたために改良型の供給が不可能であり、オーストラリア軍は改良前のMk.Vを継続して使用していた。
1943年に入ると、零戦の優位に陰りが見られるようになっていた。1943年4月に連合艦隊長官山本五十六大将のもとで、連合艦隊、軍令部、航空本部、航空隊などが揃って行った「い号作戦」研究会での戦訓には、零戦の優秀性を認めつつも「戦闘機と言えど将来においては防御を考慮すべき。被撃墜の大半は火災による。これを防げば戦闘能力は驚異的に向上する」というものも含まれていた。そのため重量と効果の問題など研究が進められ、1943年末生産の五二型には翼内燃料タンクに自動消火装置が装備され、五二乙型には風防前部に防弾ガラス、座席後部に防弾鋼板を装備するなど、この頃から零戦に防弾が導入されていった。
連合軍も次々と新鋭機を投入し零戦を脅かし始めた。大型・高速・重武装の米陸軍機ロッキードP-38ライトニングはその長大な航続距離から太平洋戦域に多数投入されていた。当初は零戦を含む軽快な日本軍機にドッグファイトに持ち込まれて苦戦することも多く、零戦搭乗員からは「ぺろハチ」などとあだ名を付けられるほどであったが、戦闘を重ねるに連れて対策を講じ、その高速性や重武装を活かした戦術に転換して零戦の難敵になっていった。アメリカ海軍と海兵隊は2,000馬力級エンジンを装備する、チャンスヴォートF4UコルセアとグラマンF6Fヘルキャットを戦場に投入した。しかし、F4Uコルセアも戦場投入当初はP-38と同様に、その機体特性を活かすことができず、零戦に対して苦戦している。1943年2月14日、ガダルカナル島に進出していた海兵隊戦闘機隊 VMA-124 のコルセア12機が、PB4Y4機の爆撃任務を陸軍のP-38・P-40と協同で行った。このとき、ブーゲンビル島上空で零戦に迎撃され、アメリカ軍各機は零戦の運動性に翻弄されて、コルセア2機、PB4Y2機、P-40とP-38の陸軍機6機の合計10機を撃墜されたのに対して、零戦は1機撃墜と惨敗を喫している。コルセアの初陣はほろ苦いものとなり、この日がバレンタインデーであったことから「聖バレンタインデーの虐殺」と呼ばれることとなった。
日本軍の一大航空拠点となったラバウルには、1943年末から1944年初めにかけて、アメリカ軍が連日にわたって戦爆連合の大編隊を差し向け続けたが、その機数は1週間の間に延べ1,000機にも及んだ。ラバウル基地に集結した日本軍航空隊はラバウル航空隊とも呼ばれた。ラバウル航空隊の零戦とアメリカ軍新鋭戦闘機隊との間で死闘が繰り広げられ、零戦は数も性能も勝るアメリカ軍戦闘機相手に善戦し、多数の撃墜を報告している。1944年1月17日の迎撃戦では、合計117機のアメリカ軍戦爆連合を零戦79機で迎撃し、69機の撃墜を報告しながら全機無事に帰還している 。この日の様子を報道した日本ニュースのフィルムにも登場したエースパイロット岩本徹三は、自身の撃墜記録202機のうち142機をラバウルで撃墜したとされ「零戦虎徹」と呼ばれた。ラバウルでは他にも、西沢広義、杉田庄一、坂井三郎、奥村武雄など、零戦による多くのエースパイロットが誕生することとなった。
しかし、アメリカ軍パイロットも次第に、新鋭戦闘機の性能を活かした零戦対策を確立しつつあった。零戦に攻撃されたときにはまずは高速急降下を行い、その後急上昇してかわして、その後は高速性能と頑丈な機体を最大限活用して、水平、上昇、下降のあらゆる局面での飛行速度で零戦の機動性を打ち破る戦術が取られ、零戦は苦戦するようになっていく。機体性能や戦術のほかにも、前線が伸び切り補給が行き届かなくなった日本と、莫大な生産力を有するアメリカを中心とした連合国軍との戦況は完全に逆転しており、補給や補充も含めて総合的にも零戦の優位は完全に揺らいでいた。

### 大戦末期

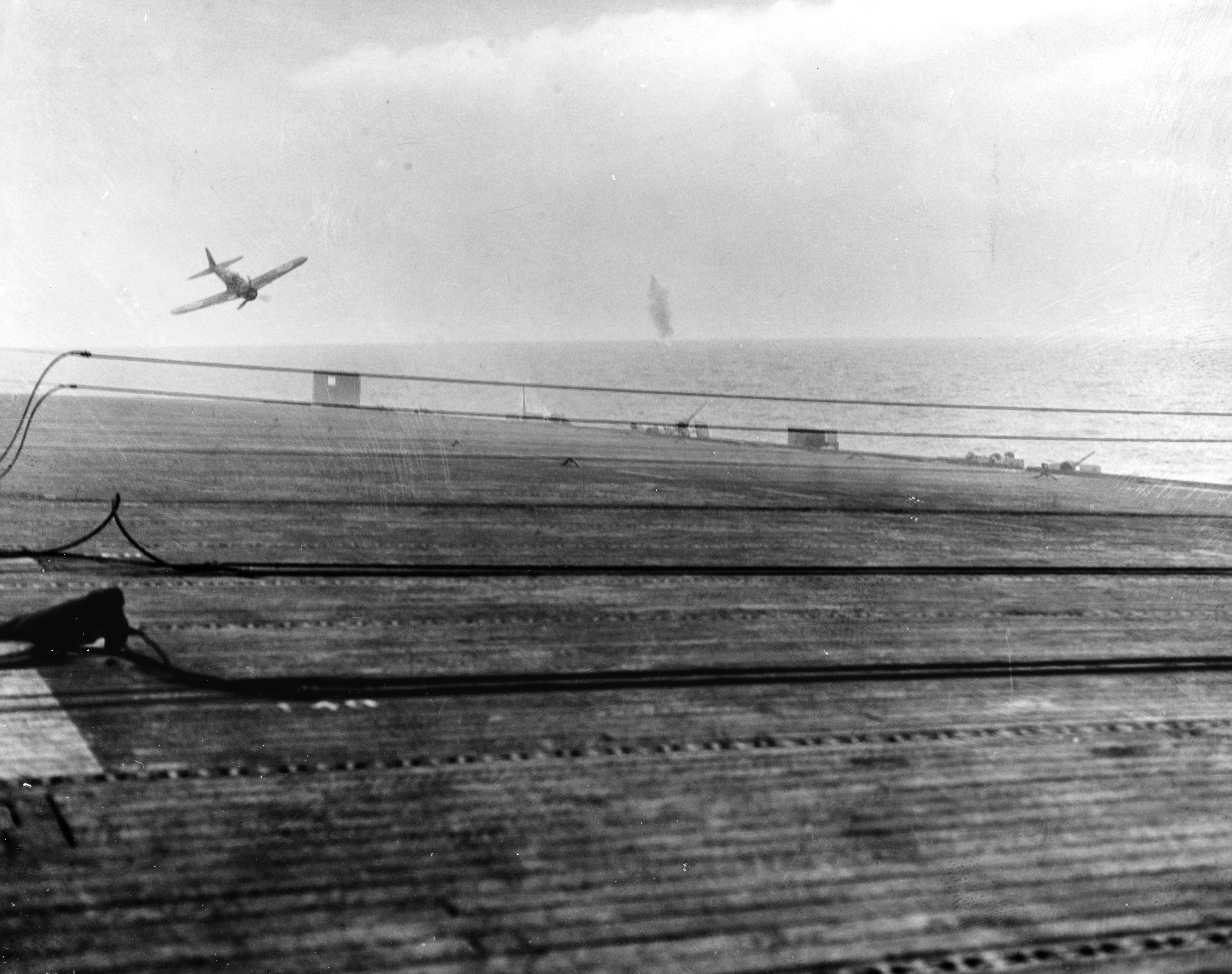
1944年10月25日、捷一号作戦（レイテ沖海戦）で護衛空母ホワイト・プレインズに突入する「敷島隊」の零戦

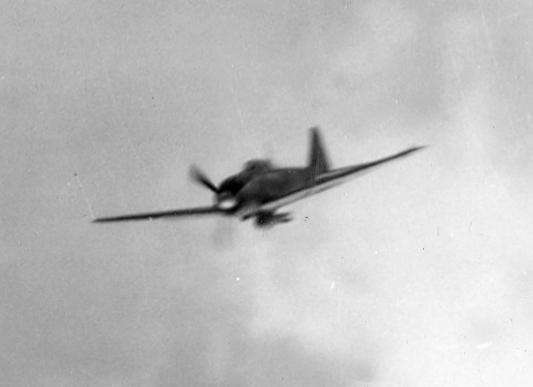
1945年5月14日、菊水六号作戦で空母エンタープライズに突入する「第六筑波隊」の富安俊助中尉の零戦六二型 (A6M7)

零戦の実用化に目処が立った頃、海軍は三菱に十四試局地戦闘機（J2M1。後の雷電）の開発を指示している。しかし、試算により十四試局戦の性能が今ひとつであることが判明すると、より大馬力の発動機に換装した十四試局戦改/試製雷電 (J2M2) の開発を三菱に命じ、これを次期主力戦闘機（艦上戦闘機ではない）として零戦の減産と雷電の大増産計画を立てる一方、同じ頃に川西が提案してきた十五試水上戦闘機 (N1K1) の局地戦闘機化（後の紫電一一型、紫電二一型（紫電改））を許可している。しかし、雷電が数々のトラブルで早期戦力化が不可能、紫電一一型・二一型の実用化はまだ先という状況になったことから、この両機種の代替として零戦の武装・防弾の強化及び高速化に泥縄的に取り組まざるを得なくなってしまった。そのため、アメリカ軍が投入した新鋭戦闘機F6FヘルキャットやF4Uコルセアなどに対して零戦は劣勢を強いられていたが、雷電や烈風など零戦の後継機の開発に遅れた日本海軍は零戦の僅かな性能向上型でこれらに対抗せざるを得なかった。
しかし、武装強化や防弾装備の強化は却って零戦の最大の強みでもあった運動性の低下を招くこととなり、藤田怡与蔵によれば「操縦性、格闘力は何といっても二一型が優れていたので、二一型に若いパイロットたちを乗せ、五二型には自分たち古参のパイロットが乗って邀撃戦を展開した。その効き目は予期以上だった。空中でやられたのは五二型に乗っていた歴戦のベテランばかりで、その反対に、何機落とした、おれは2機だ、などと鼻息荒く帰投してくるのは、二一型で戦ってきた若い操縦者たちだった」という。
さらに、1943年から続々と就航したエセックス級航空母艦で編成されたアメリカ軍機動部隊搭載の大量の艦載戦闘機が日本軍を圧倒していく。また、これまでの激戦による消耗で戦闘機搭乗員の質の低下が著しく、その後継の育成にも失敗しアメリカ軍戦闘機パイロットとの質の格差は拡大する一方であった。日本軍戦闘機搭乗員によれば、1944年に入ると戦場の雰囲気はそれまでと一変して、零戦では性能が勝る大量のアメリカ軍戦闘機に対して防戦一方となってしまったという。特にF6Fヘルキャットは零戦にとって最大の難敵となり、コルセアと同様の機体の頑丈さと高速性能に加えて、機動性、運動性にも優れていたので、エースパイロット坂井三郎少尉は「零戦でF6Fヘルキャットから逃れられるのは、アメリカ軍パイロットが経験不足のときだけだ」と述べている。また、アメリカ軍の対空能力も飛躍的に進化しており、各空母に設置された戦闘指揮所（CIC）が、充実したレーダーを活用して、効率的な艦載戦闘機による迎撃戦闘を管制・指揮し、新兵器近接信管（VT信管）も含めた圧倒的な対空兵器によって日本軍の通常の航空攻撃を実質的に無力化してしていた。
大戦末期において零戦の運用にかなりの混乱も見られている。艦上爆撃機彗星が、小型空母や商船などを改修した改造空母では運用困難であったため、零戦に大型爆弾用懸吊・投下装置を設置、艦上爆撃機の代用（戦爆）として運用することとした。零戦戦爆はマリアナ沖海戦で勇躍して出撃したが、アメリカ軍機動部隊の戦闘指揮所（CIC）に管制された大量のF6Fヘルキャットが迎撃に飛来したので、爆装した零戦はその動きの鈍さから一方的に撃墜されて壊滅的な損害を被り、その様子は後日「マリアナの七面鳥撃ち」とアメリカ軍側から揶揄されてしまうこととなった。
あ号作戦のためマリアナ諸島に配置される予定であった第三〇一海軍航空隊戦闘三一六飛行隊には、アメリカ軍機動部隊艦載機迎撃のため、当時最新型の五二型が優先的に配備されたが、飛行長であった美濃部正少佐が、戦闘機搭乗員の消耗によって水上機から配置転換された熟練搭乗員の訓練において、「水上機パイロット出身者は零戦で訓練すれば、空中戦もすぐに上達する」などと楽観的に考えて、戦爆の訓練を優先し、空戦の訓練をほとんど行わせなかった。したがって、戦闘三一六飛行隊の練度に向上が見られず、訓練方針を問題視した航空隊司令の八木勝利中佐が、美濃部を問い質したところ、「そんなに短期間で空戦訓練ができるわけがない」「戦闘機の任務は空中戦ばかりではありません」などと反抗したので、八木は美濃部を更迭している。結局、戦闘三一六飛行隊の戦闘機搭乗員は技術的には未熟のまま前線に出ることとなり、1944年6月11日、サイパンの戦いの前のアメリカ軍機動部隊による空襲の迎撃戦闘で、F6Fヘルキャットに一方的に撃墜されて、出撃した全機が未帰還となる惨敗を喫した。
その後、美濃部は夜間戦闘機部隊「芙蓉部隊」の指揮官となり、重武装、重装甲型の零戦五二丙型型が配備されたが、ここでも美濃部は、空戦の訓練を一切行わせず、芙蓉部隊の戦闘機搭乗員は空戦技術をほとんど持たなかった。この美濃部の方針によって、戦艦大和による海上特攻の際には、第五航空艦隊司令部からの戦艦大和の護衛要請を、多数の零戦を擁していたのにも拒否している。沖縄戦で美濃部は、1945年4月下旬より芙蓉部隊の零戦をアメリカ軍飛行場への機銃掃射に投入したが、アメリカ軍の激烈な対空砲火で、戦果はなかったのにもかかわらず損害が続出したので、まもなく任務継続不可能となり、早くも5月5日以降には艦船や潜水艦を発見したら銃撃するという索敵攻撃任務に回している。しかし、夜間戦闘機隊と称しても芙蓉部隊の零戦に夜間戦闘用の装備はなかったので、その後も芙蓉部隊の零戦夜戦隊はめぼしい戦果のないまま、夜間戦闘の装備が充実していたアメリカ軍の対空砲火や夜間戦闘機に撃墜されて損害が積み重なり、空戦では1機の撃墜戦果もなかったのに対し、1945年5月15日までに戦闘内外で零戦39機を失い、搭乗員の戦死率も60 %と非常な高率となった。このように大戦初期から中期には見られなかった零戦の大きな損害が見られるようになっていく。
また、敵手に落ちたマリアナ諸島の飛行場が拡張整備され、1944年11月6日の航空偵察で地上に並ぶB-29を撮影した海軍は、零戦による硫黄島からの片道攻撃で、駐機するB-29を銃撃し焼き払う事を計画、第二五二海軍航空隊で「第1御盾隊」を編成した。このとき準備された零戦について兵器員、杉本寅夫（二五二空、戦闘三一七飛行隊）は「五二型の新品で武装は13ミリ機銃5梃（両翼各2梃、胴体1梃）、20ミリは装備しておらず、現地にて製造番号、日の丸とも真っ黒に塗り潰された」と書いている。出撃は1944年11月27日で、偵察機「彩雲」 2機の誘導を受けた零戦12機がB-29が展開するサイパン島のイズリー飛行場を襲撃した。奇襲は成功し、午前10時40分から、零戦は地上に並んでいたB-29を3度にもわたって徹底的に機銃掃射し、4機爆破炎上、6機大破、23機損傷という大戦果を挙げている。零戦は最後まで攻撃を続け、激しい対空砲火と迎撃してきたP-47に撃墜され、1機だけが生還したが、不時着基地として指定されていたパガン島に到達したとき、執拗に追跡してきたP-47に撃墜され全滅した。
零戦戦爆がアメリカ軍機動部隊に通用しないのは明らかであったが、日本軍は捷一号作戦の作戦準備として、フィリピンにおいて零戦戦爆に反跳爆撃の訓練を行わせていた。しかし、ダバオ誤報事件で零戦を多数損失すると、もはや戦爆での運用は困難となり、やがてフィリピンに連合軍が侵攻してくると、関行男大尉ら戦爆として訓練していた零戦搭乗員によって、1944年10月20日最初の神風特別攻撃隊が編成され、それ以降も終戦まで零戦は特別攻撃隊に使用された。フィリピンの戦いや硫黄島の戦いで零戦は、護衛空母「セント・ロー」や「ビスマーク・シー」の撃沈を含めて、多数のアメリカ軍艦船を撃沈破するといった戦果を挙げている。沖縄戦では、特別攻撃隊に対応してさらに強化された連合国軍の警戒網を突破するために日本陸軍側も戦術を工夫して突入を成功させ、零戦の特攻による確実な戦果としては、空母「エンタープライズ」や「バンカーヒル」を大破炎上させている。沖縄戦で零戦は特攻機の主力として、延べ602機が出撃し、うち320機が未帰還となったが、公式記録上、沖縄戦でのアメリカ海軍の損害は、艦船沈没36隻、損傷368隻、艦上での戦死者は4,907名、負傷者4,824名と甚大なものであり、その大部分は特攻による損害で、アメリカ海軍史上単一の作戦で受けた損害としては最悪のものとなっている。
アメリカ軍に占領されたマリアナ諸島からは、新型爆撃機ボーイングB-29が日本本土に来襲し、日本本土空襲が激化した。海上からも日本本土に接近した連合軍機動部隊の艦載機が来襲したので、それらを迎撃する日本本土の各航空隊に零戦は配備されたが、性能の劣後は明らかになっており、迎撃戦の主力は海軍は雷電、紫電改、陸軍は三式戦闘機、四式戦闘機、五式戦闘機などとなっていった。
しかし、熟練搭乗員が操縦する零戦は空戦においても依然として活躍しており、真珠湾攻撃にも参加したエースパイロット岡嶋清熊大尉が率いた戦闘三〇三飛行隊は、制空任務や特攻機護衛任務で敢闘、1945年3月18日に開始された九州沖航空戦では、3月18日から19日にかけての2日間で12機の敵機撃墜を報告している。岡嶋自身も出撃しているが、機銃が故障で射撃ができなくなってしまったのにもかかわらず、2機のF4Uコルセアと空戦を行い、技量の劣る部下の安部正治一飛曹をF4Uコルセアが捉えようとするたびに、岡嶋は攻撃をするふりをして追い払い、最後はF4Uコルセアは諦めて帰還したので、岡嶋は故障した機銃で見事に自機と安部機を守りきっている。後日には、鹿児島県鹿屋市笠ノ原基地上空で邀撃戦を行い、単機で侵入してきたF6Fヘルキャットを撃墜、その後に新たに現れたF6Fも巧みにかわして生還している。その後は沖縄戦に参加。岡嶋は「戦闘機乗りというものは最後の最後まで敵と戦い、これを撃ち落として帰ってくるのが本来の使命、敵と戦うのが戦闘機乗りの本望なのであって、爆弾抱いて突っ込むなどという戦法は邪道だ」という信念の持ち主であり、最後まで空戦任務に拘り続けた。岡嶋が率いた戦闘三〇三飛行隊は連日の激戦で、沖縄戦中に89名の戦闘機搭乗員のうち38名を失ない戦死率は43 %にも上ったが、これは特攻隊として編成された第二〇五海軍航空隊の103名の特攻隊員中戦死者35名（戦死率34 %）よりも高い戦死率となっている。
硫黄島が硫黄島の戦いでアメリカ軍に攻略されると、P-51マスタングやP-47サンダーボルトといったアメリカ陸軍の新鋭戦闘機も来襲するようになった。特にP-51マスタングは、最高速度が704 km/hと零戦を133 km/hも上回り、上昇力も急降下速度も比較にならないほどの高性能であり、第二次世界大戦中の最優秀戦闘機とも評され、もはや零戦には対抗困難な次世代の戦闘機であった。日本軍は本土決戦を見据えた戦力温存策で、損害に対して戦果が少ない小型機相手の迎撃は回避するようになっており、零戦とP-51の交戦記録は少ないながらも、1945年8月3日に第三〇二海軍航空隊のエースパイロット森岡寛大尉が撃墜を記録している。この時、対空砲に被弾し相模湾上空で機外に脱出した米パイロットの救助活動が展開されており、これを援護するためP-51 4機が高度1000mほどの低空を飛行していた。五二丙型に乗る森岡大尉が零戦4機の先頭に立ち、太陽を背に優位から攻撃。ジョン・J・コネフ少尉のP-51が命中弾を受けて発火、海面に突っ込む確実な撃墜であった。
零戦は終戦時まで戦い続け、1945年8月15日午前5時30分に、房総沖から来襲したアメリカ・イギリスの艦載機約250機を第三〇二海軍航空隊の零戦8機、雷電4機、第二五二海軍航空隊が零戦15機で迎撃、F6Fヘルキャット4機、シーファイア1機、TBFアベンジャー1機を撃墜したが、零戦8機を失っている。終戦後の8月17日にアメリカ軍爆撃機B-32 ドミネーターを攻撃したのも零戦と言われ、B-32 ドミネーターは被弾しながらも撃墜は免れたが、第二次世界大戦におけるアメリカ兵最後の戦死者となるアンソニー・マルキオーネ軍曹を出している。

### 戦後

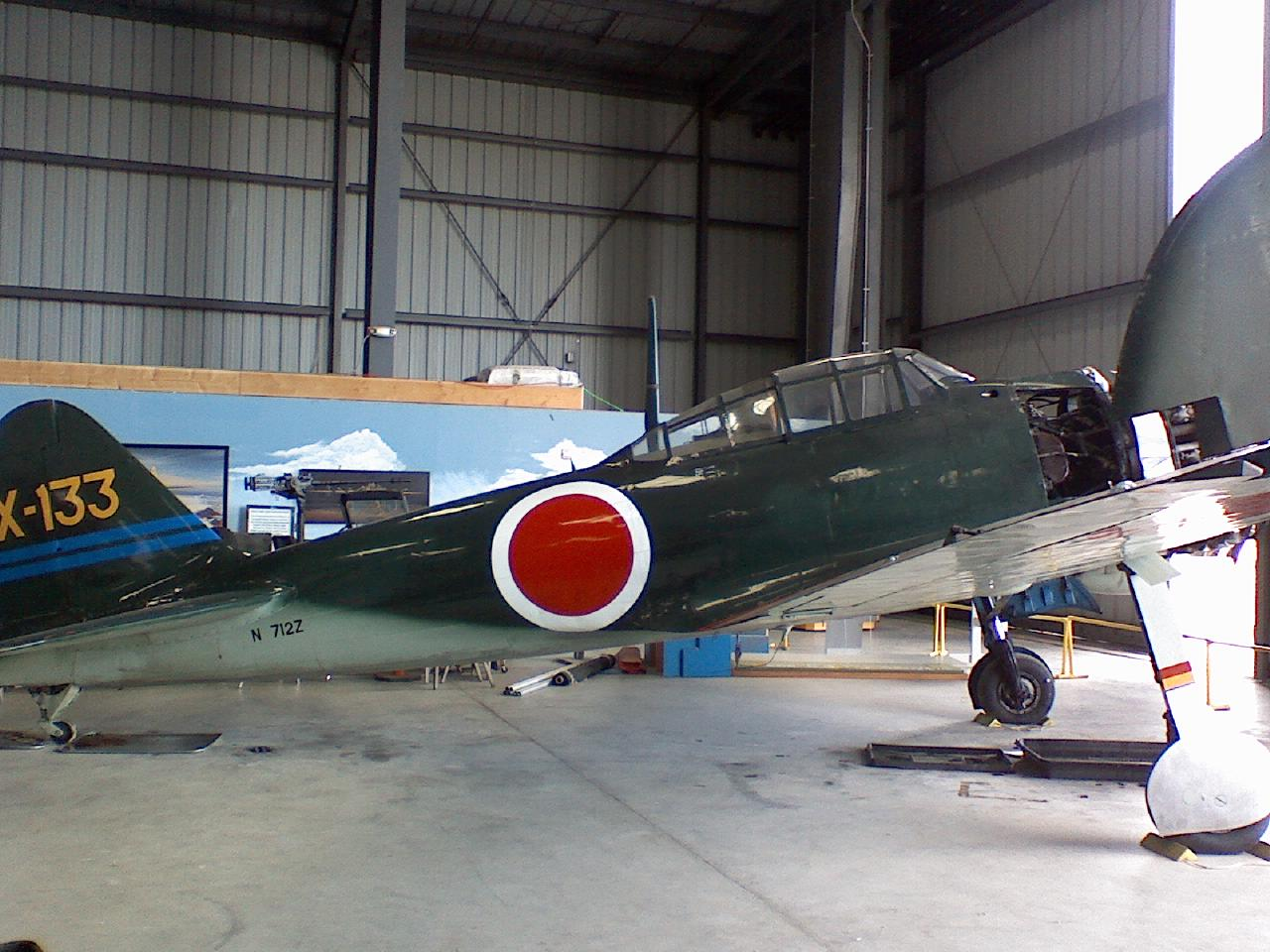
復元された飛行可能な二二型 (A6M3)、（カリフォルニア州）

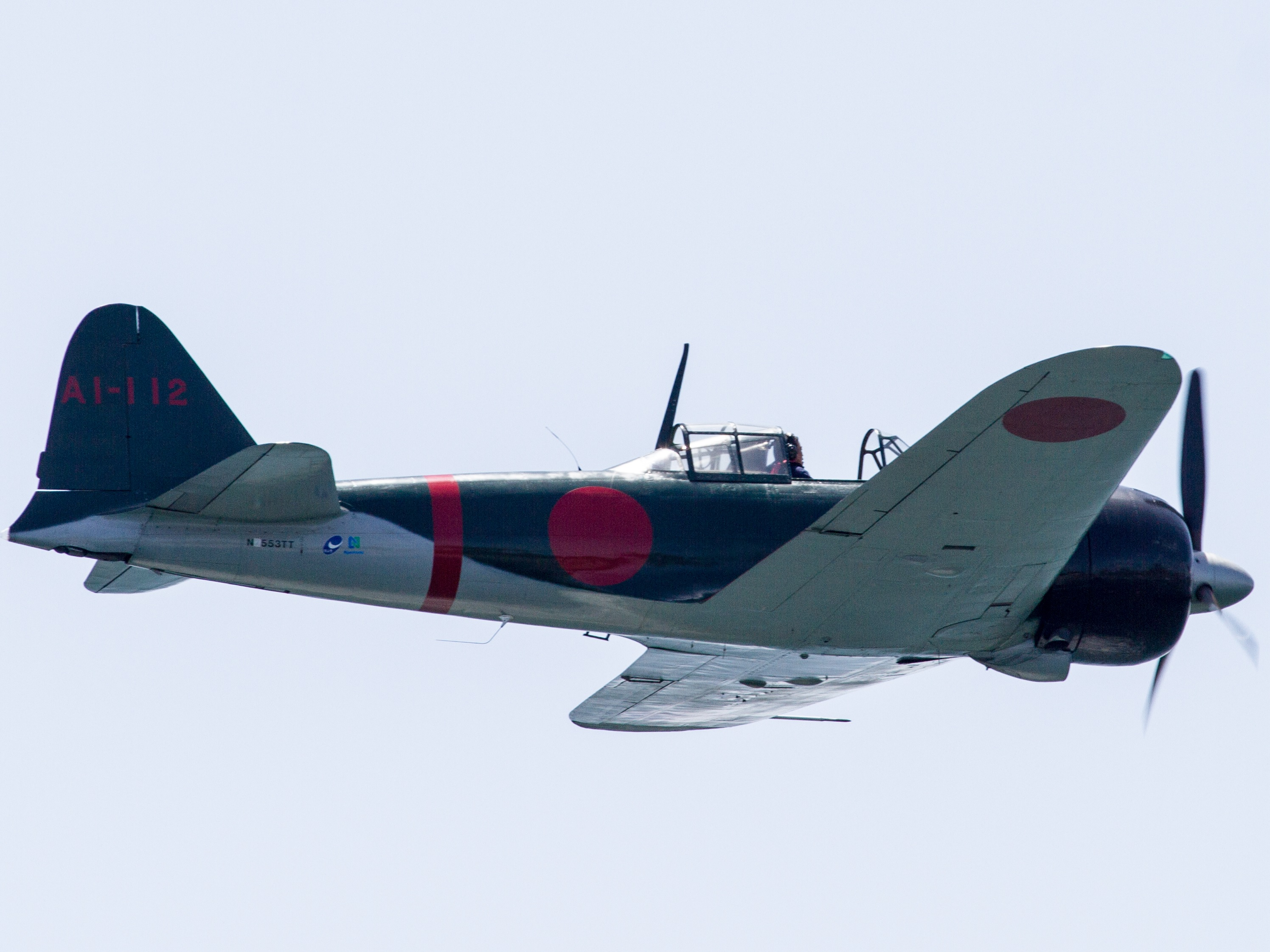
レッドブル・エアレース・ワールドシリーズ千葉大会においてデモ飛行を行う、零式二二型（復元機）

終戦時に残存していた零戦は1,166機であり、これは日本軍航空機では九三式中間練習機に次ぐ機数であった。残った零戦は、イギリスやアメリカ、オーストラリアなど連合国軍によりテスト用に持ち去られた分以外はすべて廃棄処分にされ、完全な形で日本に残っていた機体は少ないが、廃棄された機体や残骸から復元した機体が展示品として国内に複数存在する。
2017年時点で飛行可能な復元機は5機(二二型2機と、五二型、二一型、複座二二型、各1機)存在するが、全てアメリカにある。オリジナルの栄エンジンを搭載するのは五二型61-120号機1機だけで、これも破損やFAA（アメリカ連邦航空局）の安全基準に適合させるため、キャブレターなどはB-25のR-2600から取り出した部品を使っている。他はP&WのR-1830など、サイズが近く入手性の良いエンジンで代用している。
アメリカ国内での操縦には、飛行機の操縦士（単発ピストン）の他、FAAが定めた零式艦上戦闘機の機種限定ライセンス『MI-A6M』が必要となる。ポール・アレンは個人で3機（飛行可能1機）を所有、全てフライング・ヘリテージ・コレクションで公開し、飛行可能な1機は定期的にデモ飛行を行っている。
2016年（平成28年）1月27日、ゼロエンタープライズ・ジャパンが「零戦里帰りプロジェクト」で復元し、アメリカで登録した機体（N553TT）を海上自衛隊の鹿屋航空基地で試験飛行させた。戦後の日本国内で、日本人所有の零戦が飛行するのは初。2017年にはレッドブル・エアレース・ワールドシリーズの千葉大会でデモ飛行を行った。

## 諸元
出典: 野沢正 編著『日本航空機総集』1981年 。
| 制式名称     | 零式艦上戦闘機二一型                                                                                   | 零式艦上戦闘機五二型                                                                        | 零式艦上戦闘機五四型                                                                      |
| ------------ | --- | ------------------------------------------------------------------------------------------- | ----------------------------------------------------------------------------------------- |
| 機体略号     | A6M2b                                                                                                  | A6M5                                                                                        | A6M8                                                                                      |
| 全幅         | 12.0 m                                                                                                 | 11.0 m                                                                                      | 11.0 m                                                                                    |
| 全長         | 9.05 m                                                                                                 | 9.121 m                                                                                     | 9.237 m                                                                                   |
| 全高         | 3.53 m                                                                                                 | 3.57 m                                                                                      | 3.57 m                                                                                    |
| 翼面積       | 22.44 m2                                                                                               | 21.30 m2                                                                                    | 21.30 m2                                                                                  |
| 自重         | 1,754 kg                                                                                               | 1,876 kg                                                                                    | 2,150 kg                                                                                  |
| 全備重量     | 2,421 kg (正規) 2,757 kg (過荷)                                                                        | 2,607 kg (正規) 3,007 kg (過荷)                                                             | 3,300 kg (正規)                                                                           |
| 翼面荷重     | 107.89 kg/m2                                                                                           | 128.31 kg/m2                                                                                | 147.89 kg/m2                                                                              |
| 発動機       | 栄一二型                                                                                               | 栄二一型                                                                                    | 金星六二型                                                                                |
| 最大出力     | 940 hp (離昇) 950 hp (高度4,200m)                                                                      | 1,130 hp (離昇) 1,100 hp (高度2,850m) 980 hp (高度6,000m)                                   | 1,500 hp (離昇) 1,350 hp (高度2,000m) 1,250 hp (高度6,000m)                               |
| 最高速度     | 288 kn (533.4 km/h) @高度 4,700 m                                                                      | 305 kn (564.9 km/h) @高度 6,000 m                                                           | 309 kn (572.3 km/h) @高度 6,000 m                                                         |
| 巡航速度     | 260～333 km/h                                                                                          | 333～370 km/h                                                                               | 370 km/h                                                                                  |
| 上昇力       | 6,000mまで7分27秒                                                                                      | 6,000mまで7分1秒                                                                            | 6,000mまで6分50秒                                                                         |
| 降下制限速度 | 340 kn (629.7 km/h)                                                                                    | 360 kn (666.7 km/h)                                                                         | 400 kn (740.8 km/h)                                                                       |
| 燃料搭載量   | 胴体62L+翼内380L (正規) 胴体145L+翼内380L (過荷1) 胴体145L+翼内380L+増槽330L (過荷2)                   | 胴体60L+翼内430L (正規) 胴体60L+翼内520L+増槽320L (過荷)                                    | 胴体140L+翼内510L+増槽300L (過荷)                                                         |
| 航続距離     | 1,874km (正規) 2,222km または 全速30分+巡航1,433km (過荷1) 3,230km または 全速30分+巡航2,530km (過荷2) | 1,921km (正規) 3,360km または 全速30分+巡航2,560km (過荷)                                   | 850km (正規) 全速30分+巡航1,200km (過荷)                                                  |
| 武装         | 翼内九九式二〇ミリ機銃2挺（携行弾数各60発） 機首九七式七粍七固定機銃2挺（携行弾数各700発）             | 翼内九九式二〇ミリ機銃2挺（携行弾数各100発） 機首九七式七粍七固定機銃2挺（携行弾数各700発） | 翼内九九式二〇ミリ機銃2挺（携行弾数各125発） 翼内三式十三粍固定機銃2挺（携行弾数各240発） |
| 爆装         | 30 kg爆弾×2発 または 60 kg爆弾×2発                                                                     | 30 kg爆弾×2発 または 60 kg爆弾×2発                                                          | - 250 kgまたは500 kg爆弾×1発 - 30 kg小型ロケット弾×4発 以上いずれかより選択               |
| 試作機完成   | 1940年7月                                                                                              | 1943年4月                                                                                   | 1945年4月                                                                                 |

1. ↑  正規全備時の値。
2. ↑  主翼外板増厚後の数値。制式化当時は同高度で275 kn (509.3 km/h)。
3. ↑  高度 5,600 mでの最高速度は 304 kn (563.0 km/h)。
4. ↑  増槽分の航続距離は三菱重工業による試算値。
5. ↑  後期生産型は携行弾数各100発に増加。
6. ↑  五二甲型以降は携行弾数各125発に増加。

## 型の変遷
| 発動機                   | 型式              | 型式              | 型式              | 型式              | 型式              | 型式              | 型式              | 型式             | 型式             | 型式             | 型式             | 主翼                   |
| ------------------------ | ----------------- | ----------------- | ----------------- | ----------------- | ----------------- | ----------------- | ----------------- | ---------------- | ---------------- | ---------------- | ---------------- | ---------------------- |
| 栄一二                   | 一一              |                   |                   |                   |                   |                   |                   |                  |                  |                  |                  | 翼端折り畳みなし       |
| 栄一二                   | └→                | 二一              | →                 | →                 | →                 | →                 | 四一（計画のみ）  | 四一（計画のみ） |                  |                  |                  | 翼端折り畳みあり       |
| 栄二一                   |                   | └→                | 三二              |                   |                   |                   |                   |                  |                  |                  |                  | 翼端切落し（角型）     |
| 栄二一                   |                   |                   | └→                | 二二              | 二二甲            |                   |                   |                  |                  |                  |                  | 翼端折り畳みあり       |
| 栄二一 栄三一甲 栄三一乙 |                   |                   |                   |                   | └→                | 五二              | 五二甲            | 五二乙           | 五二丙           | →                | 六二             | 翼端切り落とし（丸型） |
| 栄三一                   |                   |                   |                   |                   |                   |                   |                   |                  | ├→               | 五三丙           | 六三             | 翼端切り落とし（丸型） |
| 金星六二                 |                   |                   |                   |                   |                   |                   |                   |                  | └→               | 五四             | 六四             | 翼端切り落とし（丸型） |
| 装備                     | 九九式一号機銃    | 九九式一号機銃    | 九九式一号機銃    | 九九式一号機銃    | 九九式二号機銃    | 九九式二号機銃    | 九九式二号機銃    | 九九式二号機銃   | 九九式二号機銃   | 九九式二号機銃   | 九九式二号機銃   | 20ミリ機銃の形式       |
| 装備                     | 60発              | 60発              | 100発             | 100発             | 100発             | 100発             | 125発ベルト給弾   | 125発ベルト給弾  | 125発ベルト給弾  | 125発ベルト給弾  | 125発ベルト給弾  | 20ミリ機銃の弾数       |
| 装備                     | 九七式7.7ミリ機銃 | 九七式7.7ミリ機銃 | 九七式7.7ミリ機銃 | 九七式7.7ミリ機銃 | 九七式7.7ミリ機銃 | 九七式7.7ミリ機銃 | 九七式7.7ミリ機銃 | 三式13.2ミリ機銃 | 三式13.2ミリ機銃 | 三式13.2ミリ機銃 | 三式13.2ミリ機銃 | 副兵装                 |
| 装備                     | 防弾装備なし      | 防弾装備なし      | 防弾装備なし      | 防弾装備なし      | 防弾装備なし      | 防弾装備なし      | 防弾装備なし      | 防弾装備あり     | 防弾装備あり     | 防弾装備あり     | 防弾装備あり     | 防弾装備               |
| 装備                     | 小型爆弾のみ      | 小型爆弾のみ      | 小型爆弾のみ      | 小型爆弾のみ      | 小型爆弾のみ      | 小型爆弾のみ      | 小型爆弾のみ      | 250 kg           | 250 kg           | 250 kg           | 500 kg           | 爆装                   |

この他、引き込み式主脚の代わりにフロートを付けた水上戦闘機型の「二式水上戦闘機」や複座練習機型の「零式練習戦闘機」、胴体に20ミリ斜銃1挺を追加した夜間戦闘機型（通称「零夜戦」）がある。また、陸上基地での運用を前提に、二二型の翼端折り畳み機構と着艦フックを廃止した「零戦一二型」と呼ばれる型が存在していたとする説が雑誌「丸」において発表されている。その他にも、翼内の九九式20ミリ機銃を二式30ミリ機銃に換装した試験機が数機試作され、ラバウルにおいて実戦テストに投入されている。

## 塗装
帝国海軍において塗装は「塗粧」と呼称されていたが、本項ではより一般的な「塗装」として表記する。
十二試艦上戦闘機に関しては、M2灰緑色と呼ばれる塗料で塗装を施されたと言われており、岐阜かかみがはら航空宇宙博物館に展示されているレプリカはこれに従ったものである。制式採用時には当時の標準塗装であったP1銀色による塗装を改め、防錆のためA3赤褐色の下塗りの上に中塗りとしてM2灰緑色を2回、その上から全面をJ3灰色で塗装し、カウリングはQ1黒色で塗装している。機体内側は軽金属用特殊塗料であるE4淡青色透明という透明なブルーで塗装され、操縦席内部などの一部はその上から淡緑色で塗装された。
後に1942年10月5日から実施された「軍用機味方識別に関する海陸軍中央協定」に従い、翼前縁の内側約半分を橙色または黄色に塗装し、これを敵味方識別帯としている。また、協定に従って日の丸には白縁がつくようになった。
1942年末頃には、D1現地で暗緑色と思われる塗色による現地応急迷彩が実施されていたことが複数の写真で確認できる。これは戦局悪化に対応し、地上撃破を防ぐための処置である。
1943年の2〜3月頃の工場完成機では中島・三菱共に上面をD2暗緑色に塗装した機体が確認でき、以降は上面暗緑色、下面灰色が標準となっている。
三菱と中島では塗装の塗り分けが異なる。三菱製は胴体側面から見た時に胴体後部に灰色はほとんど見えないが、中島製は主翼後部より水平尾翼前縁をつなぐように塗り分けのラインが続く。塗料についても三菱製機体の暗緑色は青色がかっており、中島製は黄緑がかっている 。
しばしば論じられる灰色の色味は、海軍の文書では「灰色」「灰白色」、三菱社では「灰鼠色」「鼠色」と表現される。J3灰色は主にジンカイトとアタナーゼの白色顔料とカーボンブラックの黒色顔料を混ぜたベンジルセルロース塗料であり、この塗料は黄変しやすい性質をもつ軽金属用特殊塗料である。
したがって、時間経過によって黄変したものが「飴色」として誤認された経歴があり、空技報0266に見られる「現用零式艦戦用塗色J3(灰色)のわずか飴色がかりたるもの」という記載から、白色飴色や飴色と呼ばれる色とする説も多い。
E4淡青色透明も同様のベンジルセルロース塗料であり、現存機でブルーがグリーンに変色している様子が確認できる。
例外的に日の丸の白縁を緑色や黒色で塗りつぶしたり、個人で自機に撃墜マークなどの塗装をする者もいた。

## 海外の運用国
インドネシア
- インドネシア空軍

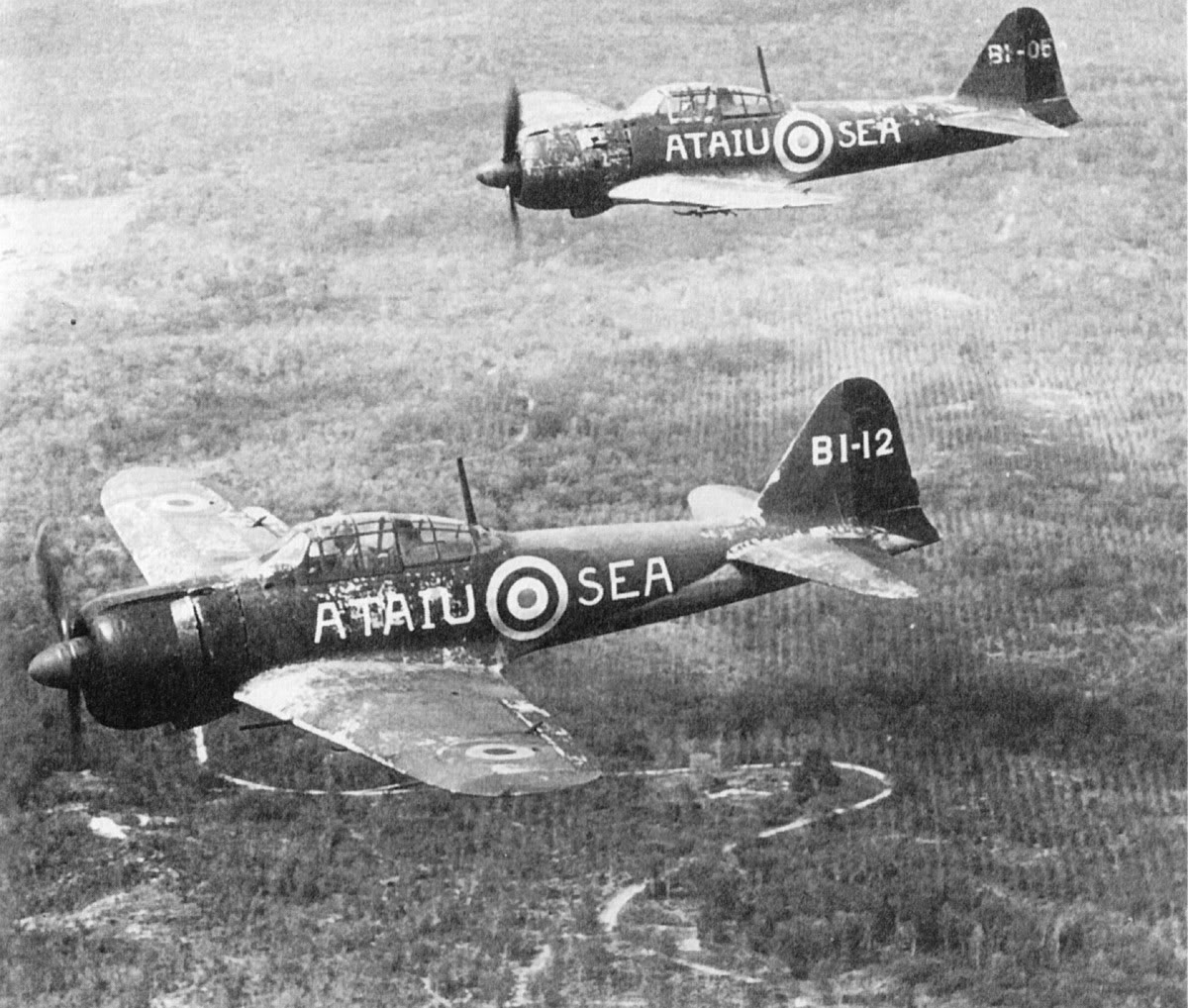
イギリス領マラヤで評価飛行を行う二一型(A6M2) (左) と五二型(A6M5)。 イギリス空軍 士官の監督下で日本人パイロットの手で飛行された。A6M5のコックピットは ダックスフォード帝国戦争博物館に現存する。

独立派ゲリラが少数を鹵獲し、1945-1949年のインドネシア独立戦争でオランダ軍に対して使用した。
 中華民国
- 中華民国空軍

中国国民党は1941年に2機の二一型を鹵獲してフライング・タイガースに引き渡し、終戦後は台湾でも1機の五二型を鹵獲して1948年から福建省で練習機として使用した。中国共産党も1945年10月に東北民主連軍が3機の三二型を接収して修理し、日本軍人による東北民主連軍航空学校で練習機として使用した。

## 現存する機体

### 国内
航空自衛隊浜松基地浜松広報館にて保存されている零戦52型の修復に際しては、タイヤの復元が困難を極めたため、スクラップについていたタイヤを関係者がブリヂストンに持参したところ、戦中の同社製品と判明し、無料で複製のタイヤを製作、提供した。

### 国外
- この他にも、太平洋やアジア・オセアニアの各地に零戦が眠っている。また、博物館での展示や映画の撮影、個人の趣味やエアショーなどのために製作されたレプリカも、飛行可能なもの・外観のみを再現したものを併せて複数存在する[228][229][230][231]。

参考
- 現存する零戦のリスト - 情報に少々古い部分がある。
- 旧日本軍の現存兵器一覧
- Geoff Goodall (2023年7月17日). “MITSUBISHI A6M REISEN / ZERO-SEN ("HAMP”)” (英語). 2024年9月8日閲覧。